# Trại hủy diệt Treblinka
Treblinka (phát âm [trɛˈblʲinka]) là một trại hủy diệt do Đức Quốc xã dựng lên trên vùng lãnh thổ Ba Lan chiếm đóng trong chiến tranh thế giới thứ hai. Vị trí của nó ở gần ngôi làng Treblinka nằm về phía Đông Bắc thủ đô Warsaw và ngày nay là tỉnh Mazowieckie. Trại hoạt động trong giai đoạn từ 23 tháng 7 năm 1942 đến 19 tháng 10 năm 1943 như là một phần của Chiến dịch Reinhard, giai đoạn chết chóc nhất của kế hoạch Giải pháp Cuối cùng. Trong quãng thời gian này, ước tính đã có khoảng từ 700.000 đến 900.000 người Do Thái cùng với 2.000 người Di-gan bị hành quyết tại các phòng hơi ngạt, số lượng người Do Thái bị tiêu diệt nhiều hơn bất kỳ trại hủy diệt nào khác ngoại trừ Auschwitz.
Treblinka được quản lý và điều hành bởi lính SS của Đức và những Trawniki Đông Âu (còn được biết đến như những lính canh Hiwi). trại bao gồm hai bộ phận. Treblinka I là trại lao động (Arbeitslager), nơi tù nhân làm việc trong những công trường khai thác sỏi hoặc tưới tiêu xung quanh khu vực, và lấy gỗ trong rừng làm nhiên liệu cho lò thiêu xác. Có hơn một nửa trong tổng số 20.000 tù nhân của trại đã chết do bị hành quyết, đói, bệnh tật và ngược đãi trong giai đoạn 1941 đến 1944.
Trại thứ hai, Treblinka II, là một trại hủy diệt (Vernichtungslager). Một số lượng nhỏ những nam giới không bị giết ngay lập tức khi bước vào đây trở thành những đơn vị lao động nô lệ được gọi là Sonderkommando, họ bị buộc phải chôn những thi thể nạn nhân xuống các hố chôn tập thể. Vào năm 1943, các thi thể này được khai quật lên để hỏa thiêu trong những giàn thiêu lớn ngoài trời cùng với thi thể của các nạn nhân mới. Các hoạt động hành quyết bằng khí độc tại Treblinka II kết thúc vào tháng 10 năm 1943 sau một cuộc nổi dậy của các Sonderkommando vào đầu tháng 8. Đã có một số lính canh Hiwi SS  bị tiêu diệt và 200 tù nhân trốn thoát khỏi trại; khoảng 100 người trong đó đã bị giết sau một cuộc truy bắt. Trại được tháo dỡ trước khi Hồng quân Liên Xô tiến đến. Một trang trại với một người canh gác được xây dựng và mặt đất được cày lên, mục đích nhằm cố gắng che giấu các bằng chứng về tội ác diệt chủng.
Sau chiến tranh, chính phủ đã thu mua hầu hết những phần đất từng thuộc về khu trại trước đây và xây nên một đài tưởng niệm bằng đá lớn tại đó trong giai đoạn từ 1959 đến 1962. Đến năm 1964 Treblinka được tuyên bố là khu tưởng niệm quốc gia cho những người Do Thái tử vì đạo trong một buổi lễ tổ chức tại địa điểm các phòng hơi ngạt khi xưa.. Sau khi chủ nghĩa cộng sản kết thúc tại Ba Lan vào năm 1989, số du khách nước ngoài đến thăm Treblinka tăng lên. Một trung tâm triển lãm tại khu trại đã được mở cửa vào năm 2006, sau này nó đã được mở rộng và trở thành một chi nhánh của bảo tàng vùng Siedlce.

## Bối cảnh

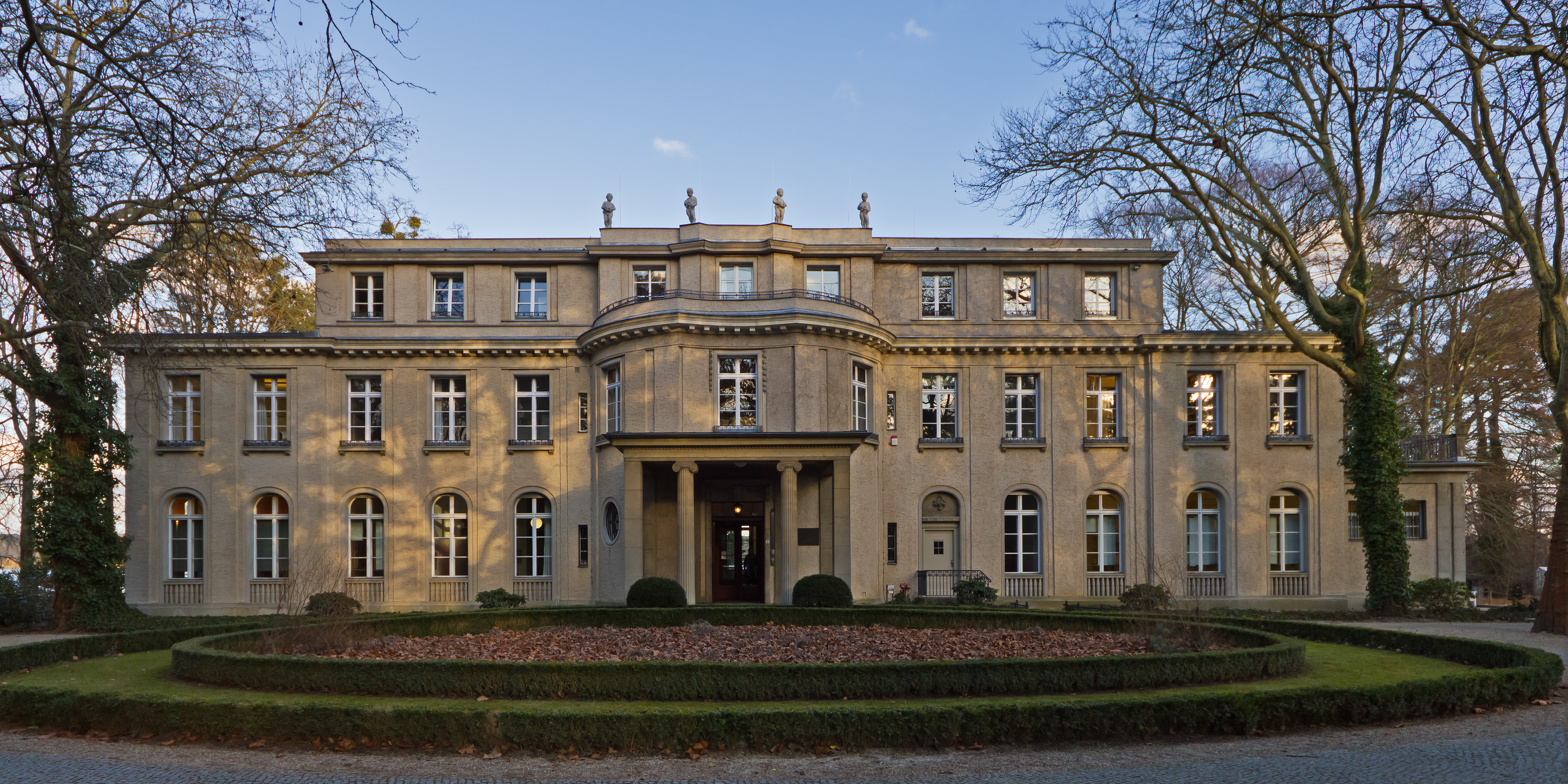
Căn biệt thự này là địa điểm diễn ra hội nghị Wannsee, nơi vạch ra kế hoạch cho Chiến dịch Reinhard và trại hủy diệt Treblinka.

Sau cuộc xâm lược Ba Lan năm 1939; khoảng 3,5 triệu người Do Thái Ba Lan đã bị Đức Quốc xã dồn vào những khu Do Thái (khu biệt lập) mới được thành lập. Việc làm này dự định nhằm cô lập người Do Thái với thế giới bên ngoài để dễ bề bóc lột và ngược đãi họ. Người Do Thái rơi vào tình cảnh hết sức khó khăn, với thức ăn không được cung cấp đầy đủ; điều kiện sống chật chội, mất vệ sinh; và họ không có cách nào có thể kiếm được tiền. Vấn nạn suy dinh dưỡng và thiếu thuốc men dẫn đến tỉ lệ tử vong tăng cao. Những chiến thắng đầu tiên của Wehrmacht trên lãnh thổ Liên Xô đã truyền cảm hứng cho kế hoạch thuộc địa hóa vùng lãnh thổ Ba Lan chiếm đóng, bao gồm toàn bộ địa bàn thuộc General Government. Tại hội nghị Wansee tổ chức ở một địa điểm gần Berlin vào ngày 20 tháng 1 năm 1942, những kế hoạch mới bàn về vấn đề diệt chủng người Do Thái được vạch ra, biết đến với tên gọi "Giải pháp cuối cùng". Chương trình hủy diệt này mang mật danh Aktion Reinhard tại Đức, để phân biệt với các chiến dịch do Einsatzgruppen tiến hành tại những vùng lãnh thổ đã bị Đức Quốc xã chinh phục.
Treblinka là một trong ba trại hành quyết bí mật được thiết lập nhằm phục vụ cho Chiến dịch Reinhard; hai trại kia là Belzec và Sobibór. Cả ba trại đều được trang bị các phòng hơi ngạt ngụy trang dưới vỏ bọc phòng tắm. Những công cụ giết người được thành lập sau một dự án thí điểm giết người di động tại các trại Soldau và Chełmno, bắt đầu tiến hành vào năm 1941 và sử dụng các xe hơi ngạt. Trại Chełmno (tiếng Đức: Kulmhof) là địa điểm thử nghiệm các phương pháp giết người và tiêu hủy xác khác nhau nhằm tìm ra cách thức nào nhanh và hiệu quả nhất. Hoạt động này không thuộc chiến dịch Reinhard - một kế hoạch đặc trưng bởi việc thành lập những cơ sở cố định phục vụ giết người quy mô lớn. Treblinka là trại hủy diệt thứ ba của chiến dịch này được xây dựng, sau các trại Belzec và Sobibór, và nó là một sự lồng ghép những bài học kinh nghiệm rút ra trong quá trình xây dựng hai trại trước. Bên cạnh các trại thuộc chiến dịch Reinhard (gọi tắt là các trại Reinhard), những cơ sở giết người quy mô lớn sử dụng khí độc Zyklon B cũng đã được dựng lên tại trại tập trung Majdanek trong tháng 3 và Auschwitz II-Birkenau trong tháng 9 năm 1942.
SS-Obergruppenführer (Trung tướng SS) Odilo Globocnik, phụ tá của Reichsführer-SS (Thống chế SS) Heinrich Himmler ở Berlin, là người giám sát kế hoạch tiêu diệt người Do Thái của Đức Quốc xã trong Chiến dịch Reinhard tại địa bàn Ba Lan chiếm đóng thuộc vùng lãnh thổ General Government. Hoạt động của những khu trại trong chiến dịch được báo cáo trực tiếp đến Cơ quan An ninh Trung ương Đế chế, với Himmler cũng là người đứng đầu cơ quan này. Các nhân viên, sĩ quan tham gia Chiến dịch Reinhard, hầu hết trong số họ từng tham gia chương trình cái chết êm ái T4, đã áp dụng T4 như một bộ khung cho việc thành lập nên các cơ sở giết người. Tất cả những người Do Thái bị tiêu diệt trong các trại Reinhard đều đến từ các khu Do Thái.

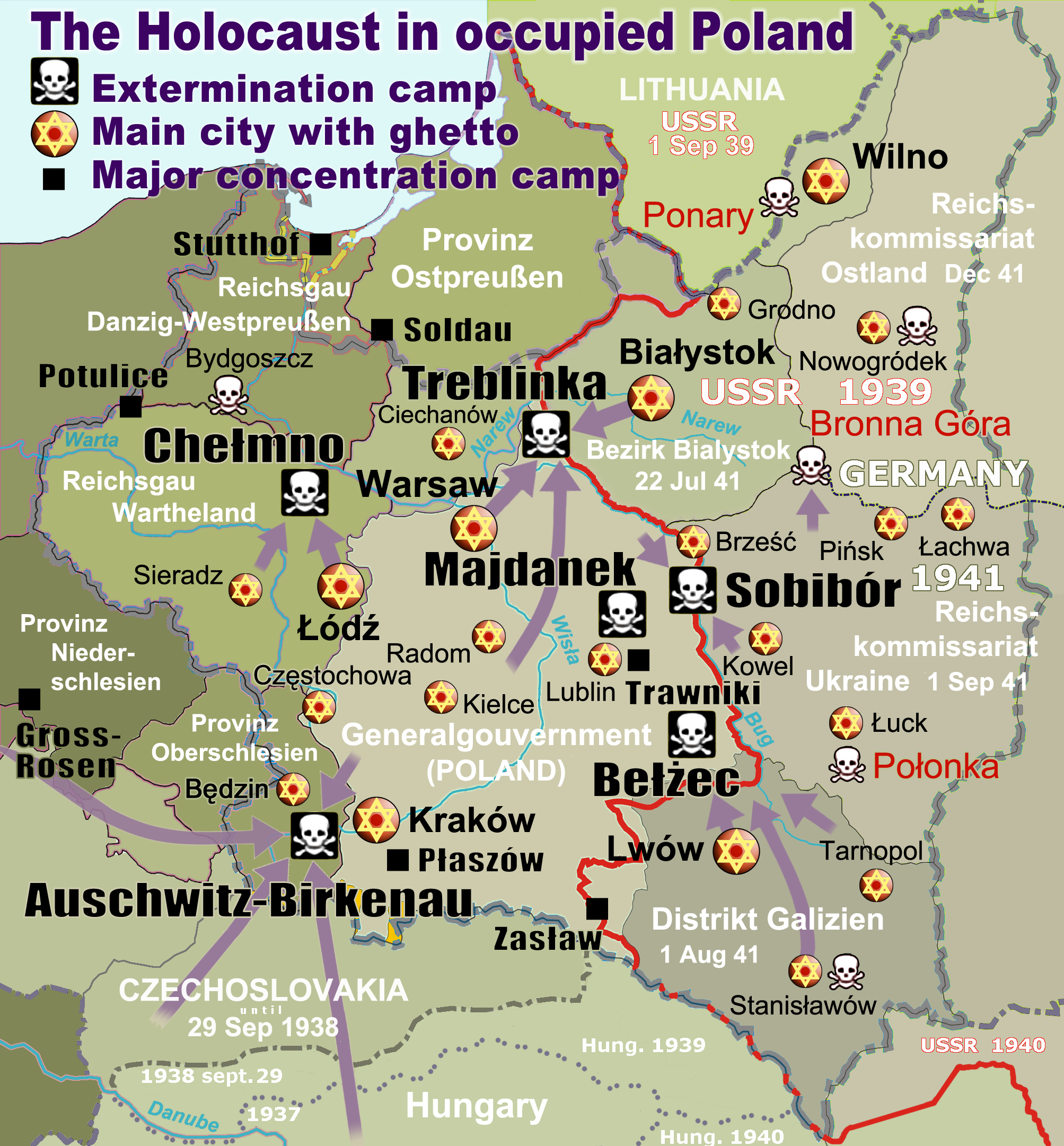
Treblinka trên bản đồ các trại hành quyết của Đức Quốc xã tại vùng lãnh thổ Ba Lan chiếm đóng (biểu tượng đánh dấu là các đầu lâu trắng hoặc trắng trên nền đen)

### Vị trí
Hai trại Treblinka song song được xây tại địa điểm cách thủ đô Warsaw của Ba Lan khoảng 80 km (50 dặm) về phía Đông Bắc. Trước thế chiến thứ II, vùng này là địa bàn của một doanh nghiệp khai thác sỏi sản xuất bê tông, một vị trí kết nối đến hầu khắp các thành phố lớn ở miền Trung Ba Lan với tuyến đường sắt Małkinia–Sokołów Podlaski, và đến nhà ga làng Treblinka. Chủ sở hữu và điều hành các mỏ khai thác là nhà tư bản công nghiệp người Ba Lan Marian Łopuszyński, ông đã cho xây thêm 6 km (3,7 dặm) đường ray vào tuyến hiện có. Khi lực lượng SS tiếp quản Treblinka I, mỏ khai thác đá đã sẵn được trang bị các máy móc hạng nặng và chúng cũng trong tình trạng sẵn sàng để sử dụng. Dù kết nối được đến nhiều nơi nhưng Treblinka cũng đủ mức độ cô lập, và nó nằm giữa một vài khu Do Thái lớn nhất tại các quốc gia châu Âu bị chiếm đóng, bao gồm khu ở Warsaw và khu ở Białystok, thủ đô của đơn vị hành chính mới Bezirk Bialystok. Khu Do Thái Warsaw có 500.000 người Do Thái cư trú và khu Białystok có 60.000 người.
Treblinka được phân làm hai trại riêng biệt nằm cách nhau 2 km. Hai công ty xây dựng: công ty Schoenbronn Leipzig và chi nhánh Warsaw của Schmidt–Munstermann, giám sát quá trình thi công trại. Trong khoảng giữa 1942 và 1943 trung tâm hành quyết được tái phát triển hơn nữa với một chiếc máy xúc đất. Các phòng hơi ngạt mới được dựng nên từ gạch và vữa xi măng vẫn còn tươi, đồng thời các giàn thiêu lớn cũng đã được đưa vào giới thiệu. Chu vi xung quanh trại được mở rộng nhằm tạo ra một khoảng trống, làm tăng mức độ cách ly và ngăn không cho tiếp cận từ bên ngoài. Số lượng các chuyến tàu đã gây nên sự hoang mang cho những người dân sống ở các khu dân cư gần đó. Họ có thể bị giết nếu bị bắt gặp lảng vảng gần những tuyến đường ray tàu hỏa.

### Treblinka I
Chính thức thành lập vào ngày 15 tháng 11 năm 1941, Treblinka I là một trại lao động khổ sai (Arbeitslager) mà ban đầu dành cho những người Ba Lan và Do Thái bị bắt giữ gần đó. Trại này thay thế vị trí của một công ty không theo thể thức thành lập vào tháng 6 năm 1941 bởi Sturmbannführer (Thiếu tá SS) Ernst Gramss. Vào cuối năm 1941, một doanh trại mới với hàng rào thép gai cao 2 mét (6 ft 7 in) được dựng lên. Một bản án có chiều dài trung bình khoảng sáu tháng, nhưng với nhiều tù nhân nó đã bị gia tăng lên thành vô thời hạn. Trong ba năm tồn tại của mình, Treblinka I đã chứng kiến 20.000 người di chuyển đến. Khoảng một nửa trong số đó đã chết vì đói, bệnh tật và kiệt sức. Những người sống sót được thả sau khi hoàn thành bản án, nhìn chung họ là những người Ba Lan đến từ các ngôi làng ở gần đó.

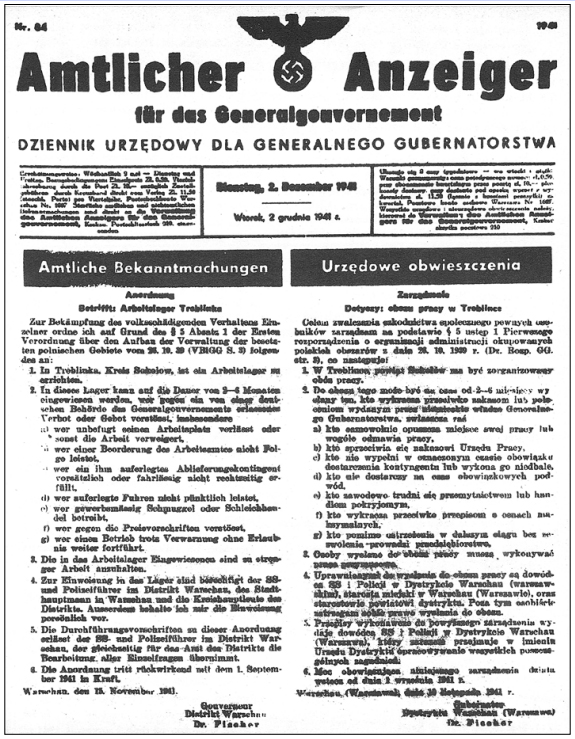
Thông báo chính thức về việc thành lập trại lao động khổ sai Treblinka I

Ở mọi thời điểm, Treblinka luôn có một lực lượng lao động từ 1.000 đến 2.000 tù nhân, hầu hết bọn họ phải làm việc từ 12 đến 14 tiếng/ngày không cố định khung giờ trong các mỏ khai thác lớn và sau này là đi lấy gỗ từ các khu rừng gần đó làm nhiên liệu cho các lò thiêu xác ngoài trời ở Treblinka II. Thành phần tù nhân bao gồm những người Do Thái Pháp, Séc và Đức, và những người Ba Lan bị bắt giữ tại các łapanka, những người nông dân không thể phục vụ lệnh cung cấp lương thực, con tin ngẫu nhiên bị bắt giữ, và những ai chứa chấp người Do Thái bên ngoài các khu Do Thái hoặc những người không có giấy phép bị hạn chế hành động. Bắt đầu từ thời điểm tháng 7 năm 1942, người Do Thái bị phân riêng thành một nhóm tách ra khỏi những người không phải Do Thái. Phụ nữ chủ yếu làm việc trong những doanh trại phân loại, họ chỉnh sửa và giặt sạch các bộ quân phục được chuyển giao bởi các chuyến tàu, trong khi hầu hết nam giới phải lao động trong các khu mỏ. Các tù nhân không được trao đồng phục khi làm việc, họ còn bị tước mất đôi giày và buộc phải đi chân trần hoặc đi vơ vét chúng từ những tù nhân đã chết. Nước được chia theo khẩu phần, và những hình phạt thường xuyên được phân phát bằng cách điểm danh. Từ tháng 12 năm 1943 các tù nhân không còn phải gánh vác bản án đặc biệt nào. Trại hoạt động chính thức cho đến ngày 23 tháng 7 năm 1944, thời điểm Hồng quân Liên Xô sắp sửa tiến đến.
Chỉ huy của trại Treblinka I trong toàn bộ quãng thời gian hoạt động là Sturmbannführer (Thiếu tá SS) Theodor van Eupen. Eupen tiếp nhận khu trại cùng với một vài lính SS và gần 100 lính bảo vệ Hiwi. Khu mỏ khai thác đá trải rộng trên một diện tích 17 hécta (42 mẫu Anh) là nguồn cung cấp vật liệu xây dựng cho quân Đức và là một phần của chương trình xây dựng tuyến đường chiến lược trong chiến tranh với Liên Xô. Một máy xúc đất cơ khí được trang bị và chia sẻ cho hai trại Treblinka I và II cùng sử dụng. Eupen làm việc gần gũi với các chỉ huy cảnh sát Đức tại Warsaw và SS trong hoạt động trục xuất người Do Thái vào đầu năm 1943 và khi cần thay thế luôn có những tù nhân mới được mang đến từ các khu Do Thái. Theo như Franciszek Ząbecki, trưởng ga đường sắt địa phương, Eupen thường giết tù nhân bằng cách "bắn như thể họ là những con gà gô". Ngoài ra còn có một người giám sát nổi tiếng đáng sợ đó là Untersturmführer (Thiếu úy SS) Franz Schwarz, người thường hành quyết các tù nhân bằng một cái cuốc hoặc búa.

### Treblinka II

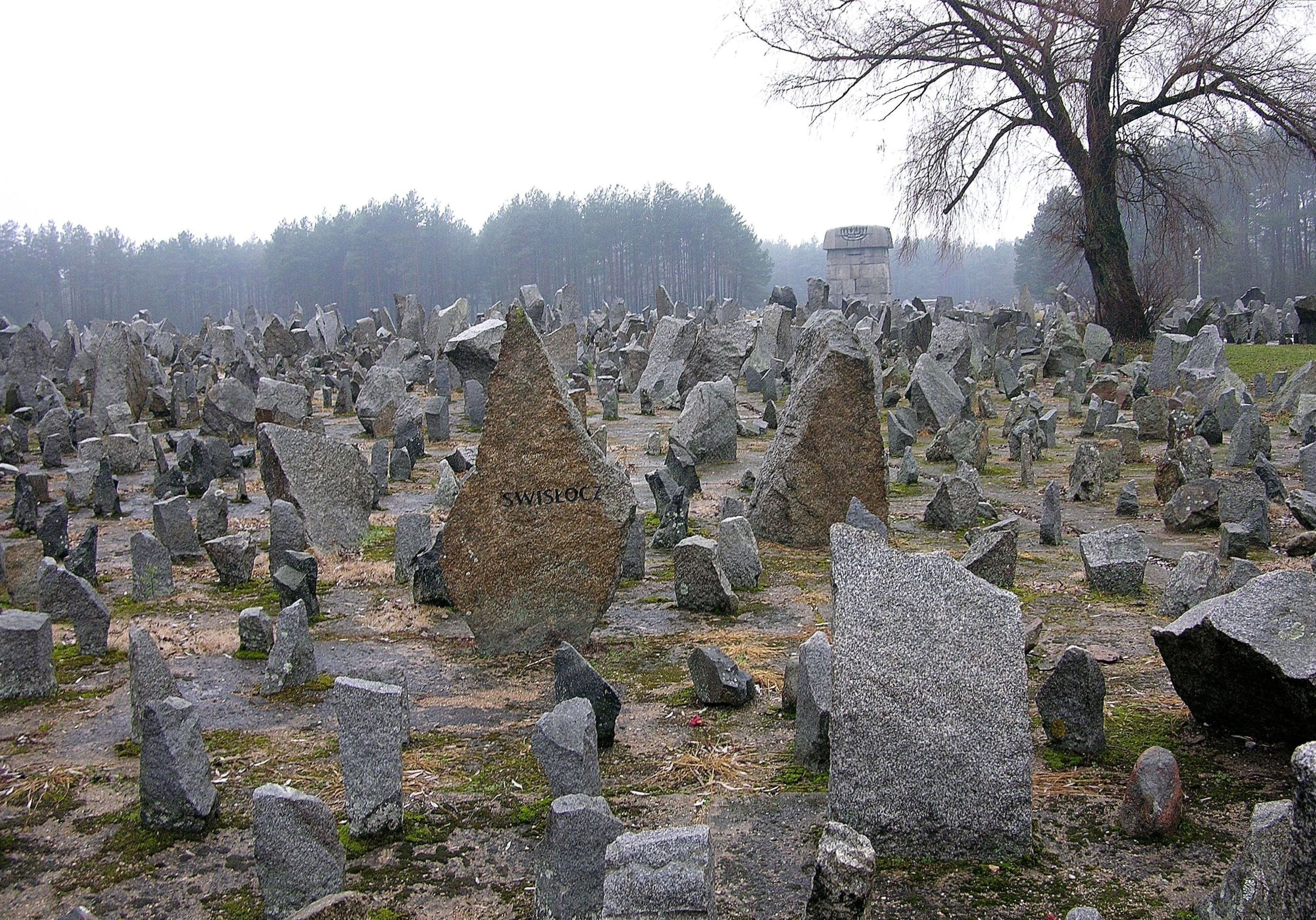
Khu tưởng niệm tại Treblinka II, với 17.000 phiến đá biểu trưng cho những tấm bia mộ. Các chữ khắc chỉ ra địa điểm khởi hành của những chuyến tàu tử thần và các khu Do Thái được lựa chọn trên khắp Ba Lan.

Treblinka II (tên chính thức SS-Sonderkommando Treblinka) được chia làm ba bộ phận: trại 1 là khu hành chính hỗn hợp nơi ở của các lính canh, trại 2 là khu vực tiếp nhận những tù nhân được chuyển đến, và trại 3 là địa điểm các phòng hơi ngạt. Cả ba trại này đều được xây dựng bởi những nhóm người Do Thái Đức bị trục xuất khỏi Berlin và bị giam tại khu Do thái Warsaw (tổng cộng là nam giới 238 người độ tuổi từ 17 đến 35). Hauptsturmführer (Đại úy SS) Richard Thomalla, người chỉ huy việc thi công, đã lựa chọn những người Do Thái Đức vì họ biết tiếng Đức. Việc xây dựng bắt đầu tiến hành từ ngày 10 tháng 4 năm 1942, thời điểm mà hai trại Bełżec và Sobibór đã đi vào hoạt động. Toàn bộ trại tử thần có diện tích 17 hécta (42 mẫu Anh) hoặc là 13,5 hécta (33 mẫu Anh) (các nguồn khác nhau), bao quanh bởi hai hàng rào dây thép gai có chiều cao 2,5 mét (8 ft 2 in). Hàng rào này sau đó đã được đan xen với những cành cây thông để làm giảm tầm nhìn từ bên ngoài. Số lượng người Do Thái được đưa đến từ những khu định cư xung quanh tăng lên để phục vụ cho đoạn đường sắt mới trong khu tiếp nhận của trại 2, công việc hoàn thành vào tháng 6 năm 1942.
Phân khu đầu tiên của Treblinka II, Trại 1, là tổ hợp khu hành chính và nhà ở Wohnlager; nơi đây có một tuyến điện thoại liên lạc. Con đường chính bên trong trại được lát đá mang tên Seidel Straße, đặt dựa theo tên của người giám sát hoạt động xây dựng nó, Unterscharführer (Trung sĩ SS) Kurt Seidel. Ngoài ra còn một vài con đường phụ được lát sỏi. Cổng chính cho giao thông đường bộ được dựng lên ở phía Bắc. Các doanh trại được xây bởi những nguyên vật liệu cung cấp từ Warsaw, Sokołów Podlaski, và Kosów Lacki. Trại có một nhà bếp, một lò bánh, và các phòng ăn, tất cả đều được trang bị những đồ dùng chất lượng cao lấy từ các khu Do Thái. Những người Đức và Ukraina đều có chỗ ngủ riêng, vị trí ở các góc để kiểm soát tốt hơn mọi lối vào. Ngoài ra còn có hai doanh trại phía sau một hàng rào bên trong cho các lao động người Do Thái. SS-Untersturmführer (Thiếu úy SS) Kurt Franz đã cho xây một vườn thú nhỏ ở vị trí trung tâm bên cạnh chuồng ngựa của mình, trong đó có hai con cáo, hai con công và một con hoẵng châu Âu (mang đến năm 1943). Ngoài ra còn các phòng nhỏ hơn như phòng giặt ủi, may, làm giầy, chế biến gỗ, và y tế. Nằm gần các doanh trại SS nhất là những khu nhà ở riêng cho người phục vụ Ba Lan và Ukraina, những phụ nữ phụ trách việc nấu nướng và dọn dẹp.

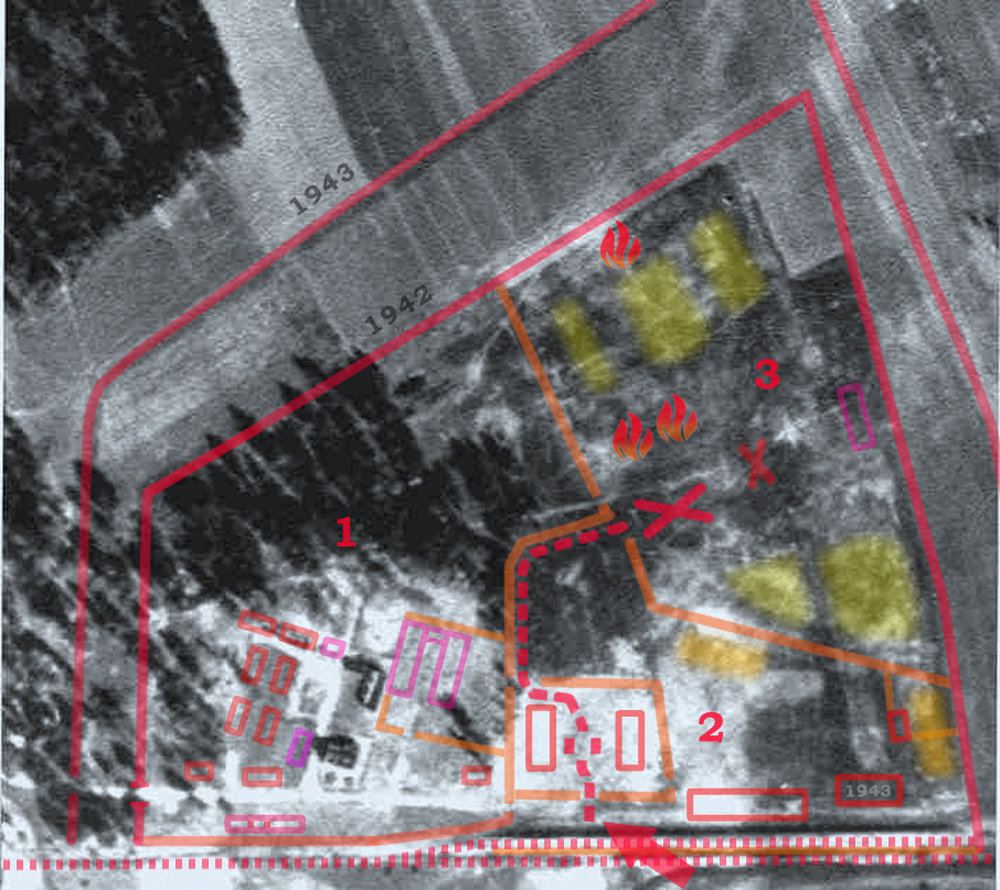
Một bức ảnh chụp Treblinka II từ trên cao vào năm 1944 sau khi đã lược bỏ những chi tiết không quan trọng. Ngôi nhà trong trang trại và khu nhà chăn nuôi gia súc mới có thể nhìn thấy ở góc dưới bên trái. Những công trình đã bị tháo dỡ được đánh dấu bằng đường màu đỏ và da cam. Ở phía trái là khu của lính SS và Hiwi (1) với các doanh trại được xác định bởi những lối đi xung quanh. Phía dưới bên phải (2) là đoạn đường ray vào trong trại và sân ga (giữa), đánh dấu bằng mũi tên màu đỏ. "Đường đến thiên đàng" được thể hiện bằng đường đứt nét. Hai hình chữ nhật là hai doanh trại dành cho nam và nữ trút bỏ quần áo, bao quanh là một hàng rào kín kẽ mà bên ngoài không thể nhìn vào. Vị trí của phòng hơi ngạt lớn, mới (3) được đánh dấu X. Các hố chôn được đào lên bằng một cái máy xúc được đánh dấu màu vàng nhạt.

Bộ phận thứ hai của Treblinka II (Trại 2, còn được gọi là trại dưới hay Auffanglager), là khu vực tiếp nhận tù nhân, nơi có đoạn đường ray mở rộng từ ranh giới phía ngoài vào bên trong trại. Một tòa nhà mới được dựng lên và ngụy trang giống như một nhà ga hoàn chỉnh với một chiếc đồng hồ gỗ và các biển báo ga cuối giả. SS-Scharführer (Tổ trưởng) Josef Hirtreiter phụ trách công việc tại sân ga được nhớ đến là một người đặc biệt tàn nhẫn; ông ta thường túm lấy đôi chân của những đứa trẻ và đập đầu chúng vào các toa tàu. Phía sau lớp hàng rào thứ hai, cách đường ray khoảng 100 mét (330 ft), là hai doanh trại dài nơi các tù nhân buộc phải cởi đồ, tại đó có một gian thu hồi tiền bạc và đồ trang sức, với vẻ bề ngoài là giữ hộ cho an toàn. Người Do Thái nào từ chối sẽ bị cướp lấy tư trang hoặc bị lính bảo vệ đánh cho đến chết. Ngoài ra phụ nữ và trẻ em còn bị cạo trọc tại một khu vực ở phía bên kia chỗ của nam giới. Tất cả những tòa nhà ở trại dưới, bao gồm cả nơi của những thợ cắt tóc, đều chất đống quần áo và đồ đạc của tù nhân. Xa hơn về phía bên phải là một bệnh viện giả gọi là "Lazaret" với biểu tượng Chữ thập Đỏ. Đó là một doanh trại nhỏ bao quanh bởi hàng rào thép gai nơi những tù nhân ốm đau, già, bị thương và tỏ vẻ "khó khăn" được đưa tới. Ngay sau tòa nhà "Lazaret" là một cái hố nhân tạo sâu 7 m. Những tù nhân được dẫn tới đứng bên miệng hố, sau đó bị Blockführer Willi Mentz, người được những người tù đặt biệt danh "Frankenstein", bắn đồng loạt. Mentz đã một tay hành quyết hàng ngàn người Do Thái với sự trợ giúp từ người giám sát của mình, August Miete, biệt danh "Angel of Death" (Thiên sứ của Thần chết) từ các tù nhân. Cái hố còn dùng để đốt những giấy tờ tùy thân mới được gửi đến từ khu cởi đồ.
Bộ phận thứ ba của Treblinka II (Trại 3, còn gọi là trại trên) là địa điểm hành quyết chính với các phòng hơi ngạt ở trung tâm. Khu vực này được che chắn hoàn toàn khỏi tuyến đường ray bởi một bờ đất dựng lên nhờ sự trợ giúp của máy xúc đất. Gò đất này có hình dạng thuôn dài, tương tự như một bức tường chắn, và có thể thấy trên bản phác thảo tại phiên tòa xét xử chỉ huy trại Treblinka II Franz Stangl năm 1967. Mặt khác, vùng này còn được ngụy trang giống như những nơi khác trong trại, với một nhóm tù nhân lao động gọi là Tarnungskommando (đội ngụy trang) sử dụng những cành cây đan xen kẽ vào hàng rào dây thép gai. Từ khu doanh trại cởi quần áo có một con đường dẫn rào kín hai bên xuyên qua vùng rừng đến các phòng hơi ngạt mà lính SS gọi là die Himmelstraße ("đường đến thiên đàng") hay der Schlauch ("the tube": cái ống). Trong tám tháng đầu tiên hoạt động, tồn tại những con mương với chiều dài 50 mét (160 ft), rộng 25 mét (82 ft), và sâu 10 mét (33 ft) ở hai bên phòng hơi ngạt. Vào đầu năm 1943, chúng được thay thế bằng các giàn thiêu có chiều dài 30 mét (98 ft), với đường ray đặt trên những khối bê tông chạy qua hố. 300 tù nhân làm việc tại trại này sống ở những doanh trại riêng biệt phía sau các phòng hơi ngạt.

## Quy trình hành quyết
Không giống như những trại tập trung khác trên khắp các quốc gia châu Âu mà Đức Quốc xã chiếm đóng, mà trong đó có những tù nhân được sử dụng như lực lượng lao động khổ sai phục vụ cho chiến tranh, các trại hủy diệt (Vernichtungslager) như Treblinka, Bełżec, và Sobibór chỉ có một chức năng duy nhất: tiêu diệt mọi tù nhân được chuyển đến. Để ngăn không cho các nạn nhân phát hiện ra, Treblinka II được ngụy trang như một trại quá cảnh để trục xuất người sang phía Đông, với lịch trình đầy đủ các chuyến tàu, một đồng hồ nhà ga giả, tên của các điểm đến, một quầy vé giả, và dòng ký hiệu "Ober Majdan", một tên mã của Treblinka thường được sử dụng để đánh lừa những hành khách khởi hành từ Tây Âu. Trước chiến tranh Majdan là một khu đất cách trại khoảng 5 kilômét (3,1 mi).

### Người Do Thái Ba Lan

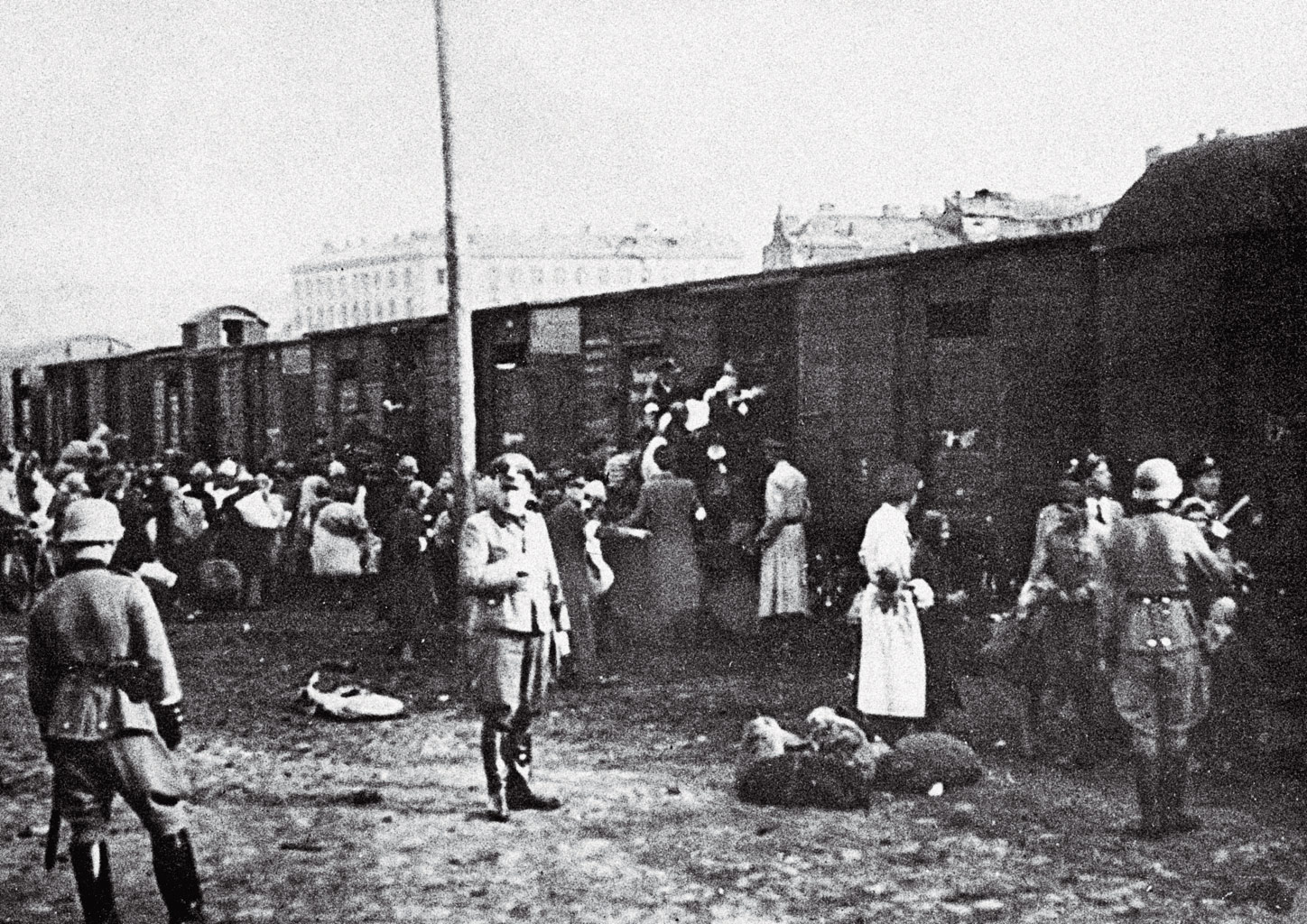
Những người Do Thái ở khu Do Thái Warsaw bước lên các đoàn tàu khởi hành đến Treblinka, ảnh chụp năm 1942

Giai đoạn trục xuất hàng loạt người Do Thái từ khu Do Thái Warsaw bắt đầu từ ngày 22 tháng 7 năm 1942 với chuyến tàu đầu tiên mang theo 6.000 người. Các phòng hơi ngạt bắt đầu đi vào hoạt động từ sáng sớm hôm sau. Trong hai tháng tiếp theo, hoạt động trục xuất tiếp tục được tiến hành hàng ngày thông qua hai chuyến tàu đưa đón (chuyến thứ hai đi vào vận hành từ ngày 6 tháng 8 năm 1942), mỗi chuyến chở từ 4.000 đến 7.000 người. Ngoài ra không còn chuyến tàu nào được phép dừng lại ở nhà ga Treblika. Chuyến tàu đầu tiên của ngày di chuyển trong đêm (hôm trước) và đến trại vào thời điểm sáng sớm; và chuyến thứ hai đến vào giữa buổi chiều. Tất cả nạn nhân mới đến đều ngay lập tức được một toán Sonderkommando đứng chờ ở sân ga dẫn đến khu cởi đồ, rồi từ khu cởi đồ đi đến phòng hơi ngạt. Theo những hồ sơ của Đức Quốc xã, bao gồm cả báo cáo chính thức của Brigadeführer(Chuẩn tướng SS) Jürgen Stroop, đã có khoảng 265.000 người Do Thái được vận chuyển trong các đoàn tàu chở hàng từ khu Do Thái Warsaw đến Treblinka trong giai đoạn từ 22 tháng 7 đến 12 tháng 9 năm 1942.
Hàng trăm tù nhân đã chết trong các toa tàu lúc nhúc, quá tải trên chuyến hành trình đến Treblinka vì kiệt sức, thiếu nước và dưỡng khí. Kể từ tháng 9 năm 1942, cả người Do Thái Ba Lan và người Do Thái các nước khác đều được chào đón với một thông báo bằng lời nói ngắn gọn. Một tấm biển chỉ dẫn trước đó đã bị dỡ bỏ vì nó rõ ràng là không đủ. Những người bị trục xuất được cho biết rằng họ đã đến một điểm trung chuyển trên đường đến Ukraina và việc cần làm giờ là tắm rửa, làm sạch quần áo trước khi nhận bộ đồng phục lao động và mệnh lệnh mới.

### Người Do Thái nước ngoài và người Di-gan

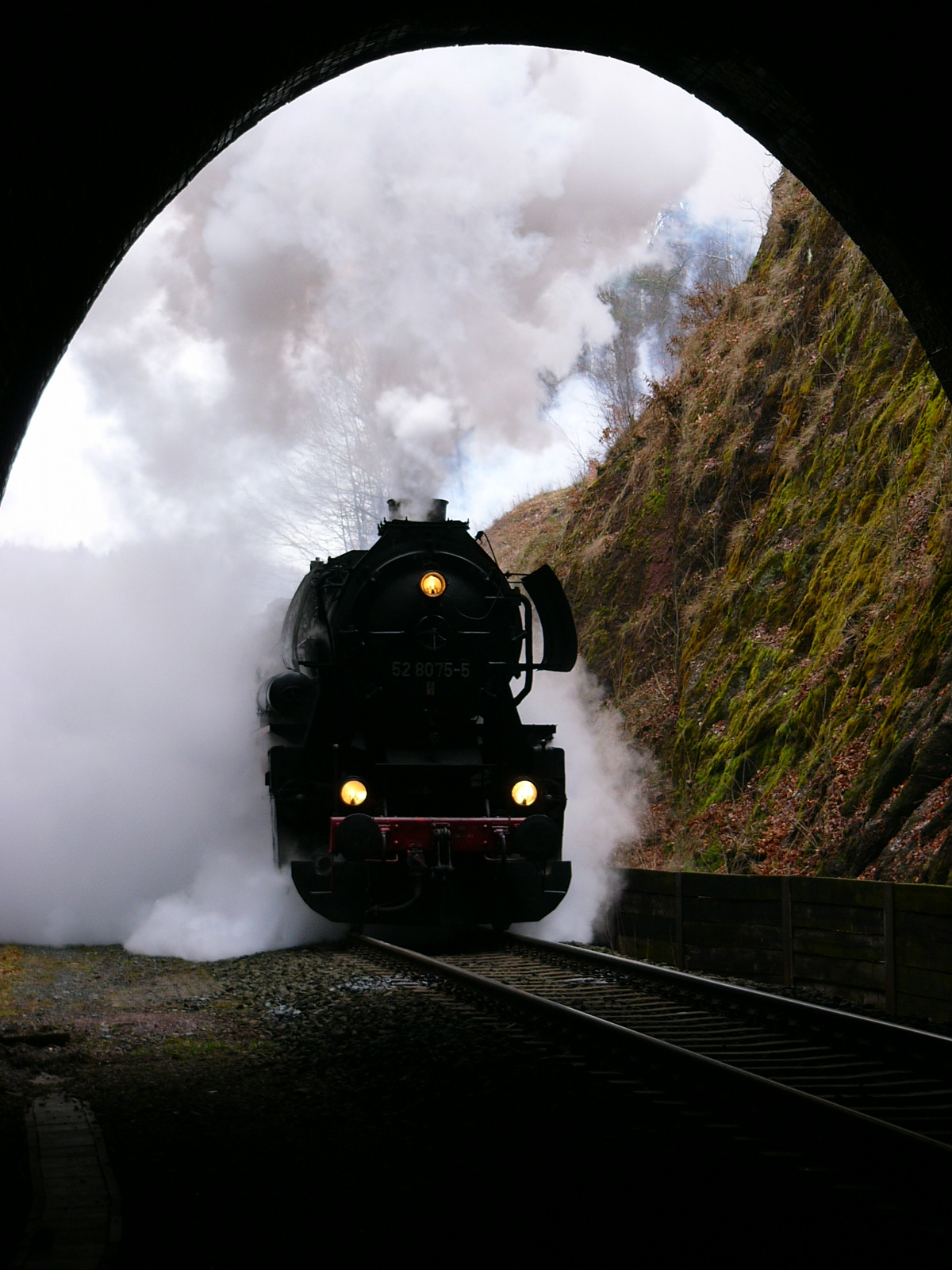
Đầu máy xe lửa tiêu chuẩn DRB Class 52 của những đoàn tàu Holocaust

Từ tháng 10 năm 1942 đến tháng 3 năm 1943, Treblinka đã tiếp nhận gần 20.000 người Do Thái nước ngoài; trong đó bao gồm 8.000 người đến từ vùng bảo hộ Bohemia và Moravia thông qua trại tập trung Theresienstadt, và hơn 11.000 người đến từ các vùng lãnh thổ chiếm đóng của Bulgaria là Thrace, Macedonia, và Pirot sau một thỏa thuận của chính phủ Bulgaria với đồng minh phát xít. Họ có vé tàu và đa phần được vận chuyển trên các toa hành khách, mang theo một lượng hành lý đáng kể, cùng thực phẩm và đồ uống cho chuyến đi - tất cả sau này đều bị lính SS tịch thu đem về các doanh trại lưu trữ thực phẩm. Chúng cụ thể bao gồm các loại như là thịt cừu xông khói, bánh mì đặc sản, rượu vang, pho mát, trái cây, trà, cà phê, và đồ ngọt. Không như những người Do Thái Ba Lan bước lên các chuyến tàu Holocaust từ các khu Do Thái gần đó trong thành phố như khu Warsaw hay Radom, hoặc đến từ Bezirk Bialystok, người Do Thái nước ngoài nhận được một sự chào đón nồng nhiệt từ lính SS khi tới Treblinka (Otto Stadie hoặc là Willy Mätzig), sau đó thì số phận của bọn họ cũng như những người khác. Nạn nhân của Treblinka chủ yếu là người Do Thái Ba Lan, Belzec thì đa phần xử lý những người Do Thái đến từ Áo và Sudetenland, và Sobibór là địa điểm dừng chân cuối cùng dành cho những người Do Thái Pháp và Hà Lan. Trong khi đó Auschwitz-Birkenau tập hợp những người Do Thái đến từ hầu khắp các nước châu Âu. Những chuyến tàu giảm tần suất hoạt động vào mùa đông.
Đầu máy xe lửa tách riêng sẽ quay trở lại Malkinia để chuẩn bị cho chuyến tiếp theo, còn các nạn nhân thì bị Kommando Blau kéo từ toa tàu xuống sân ga, một trong những công việc mà đội lao động Do Thái bị buộc phải hỗ trợ lính Đức tại trại. Họ được dẫn qua cổng vào giữa sự hỗn loạn và những tiếng la hét. Tiếp theo, phụ nữ bị đẩy đến những doanh trại cởi đồ và cắt tóc ở phía trái, còn chỗ cho nam giới là bên phải. Tất cả được lệnh cột hai dây giày lại với nhau và tháo giầy ra. Một số người đã giữ lại chiếc khăn tắm bên mình. Người Do Thái nào chống lệnh sẽ được đưa đến "Lazaret", còn gọi là "bệnh xá Hội Chữ thập Đỏ", và bị bắn ở đằng sau. Do phụ nữ phải cắt tóc nên mất nhiều thời gian để xử lý hơn nam giới. Tóc được sử dụng để sản xuất tất cho các thủy thủ tàu ngầm U-boat và giày dép phục vụ cho ngành Đường sắt Đế chế Đức (Deutsche Reichsbahn).
Mặc dù nạn nhân của Treblinka hầu hết là người Do Thái, nhưng cũng có khoảng 2.000 người Di-gan đã chết tại đây. Cũng như những người Do Thái, người Di-gan ban đầu được tập trung lại và chuyển đến những khu vực riêng. Một hội nghị vào ngày 30 tháng 1 năm 1940 đã đi đến quyết định tất cả 30.000 người Di-gan hiện đang sống ở Đức sẽ bị trục xuất đến vùng lãnh thổ Ba Lan trước đây. Hầu hết trong số đó được chuyển đến các khu Do Thái trên lãnh thổ General Government. Cùng với người Do Thái, đa phần những người Di-gan đến với Treblinka bị hành quyết trong những phòng hơi ngạt, số ít còn lại thì bị bắn. Không có bất kỳ người Di-gan nào sống sót hay trốn thoát ra được khỏi Treblinka được biết đến.

### Các phòng hơi ngạt

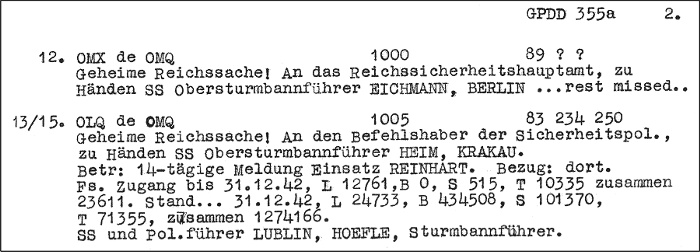
Bức điện gửi đến Berin vào ngày 15 tháng 1 năm 1943 từ phó chỉ huy của Aktion Reinhard, Hermann Höfle, trong đó liệt kê tổng số người đến các trại hủy diệt trong năm 1942. Trại Treblinka (T): 713.555 người Do Thái (con số 71.355 là lỗi đánh máy).

Sau khi đã trút bỏ quần áo, những người Do Thái mới đến bị quất bằng roi da để lùa đến các phòng hơi ngạt; người nào do dự sẽ bị xử lý đặc biệt tàn nhẫn. Rudolf Höss, chỉ huy trại Auschwitz, khi làm chứng tại Nuremberg cho biết trái ngược với Treblinka nơi các nạn nhân hầu như luôn biết là họ sẽ bị hành quyết, tại Auschwitz lính canh, lính bảo vệ lừa các nạn nhân rằng họ sẽ được đưa đi tắm rửa tại những khu trại riêng, hay là đưa đi tẩy trừ chấy rận. Theo như lời khai của một số sĩ quan SS sau chiến tranh, nam giới luôn luôn được đưa đến những phòng hơi ngạt trước, còn phụ nữ và trẻ em sẽ ở bên ngoài chờ đến lượt. Trong khoảng thời gian chờ đợi đó, bọn họ (phụ nữ và trẻ em) có thể nghe thấy những tiếng kêu, âm thanh của sự đau khổ phát ra từ bên trong phòng hơi ngạt; và họ trở nên nhận thức được những gì đang chờ đợi phía trước, điều này gây một sự hoảng loạn, buồn thảm, thậm chí là cả đại tiện ngoài ý muốn. Theo Stangl, một chuyến tàu chở theo 3.000 người có thể xử lý trong ba tiếng. Như vậy trong 14 giờ làm việc mỗi ngày, có từ 12.000 đến 15.000 người bị hành quyết. Sau này khi mà các phòng hơi ngạt mới được xây dựng, quãng thời gian ba tiếng đã giảm xuống chỉ còn một tiếng rưỡi.
Khu vực phòng hơi ngạt được che kín toàn bộ với hàng rào gỗ cao tạo nên từ những tấm ván thẳng đứng. Ban đầu chỗ này bao gồm ba doanh trại nối liền nhau, mỗi cái có chiều dài 8 mét (26 ft) và chiều rộng 4 mét (13 ft) và được ngụy trang như là các phòng tắm. Chúng có hai lớp tường ngăn cách bằng đất ở giữa. Tường và trần nhà lót bằng giấy lợp. Sàn nhà được che phủ một lớp kim loại tấm mạ thiếc, đây cũng là chất liệu tạo thành mái nhà. Cánh cửa gỗ chắc chắn được chốt chặt từ bên ngoài bằng một thanh xà lớn. Các nạn nhân bị hành quyết bằng khí thải từ động cơ của một chiếc xe tăng của Hồng quân Liên Xô tịch thu được trong Chiến dịch Barbarossa; với SS-Scharführer (Tổ trưởng) Erich Fuchs là người phụ trách việc thiết lập hệ thống. Lính SS đem động cơ này đến vào thời điểm trại đang thi công và nó còn được sử dụng để tạo ra điện. Các ống xả nằm ngay phía dưới mặt đất dẫn đến cả ba phòng hơi ngạt. Ở phía ngoài có thể nhìn thấy khói rò rỉ từ bên trong. Sau khoảng 20 phút hàng chục Sonderkommandos sẽ vào lôi các thi thể ra, đặt lên những chiếc xe và đẩy đi. Hệ thống này là không hoàn hảo và cần phải tốn rất nhiều sức; các chuyến tàu đến sau đó trong ngày sẽ phải đợi trên những tuyến đường ray chờ qua đêm ở Treblinka, Malkinia, hoặc Wólka Okrąglik.

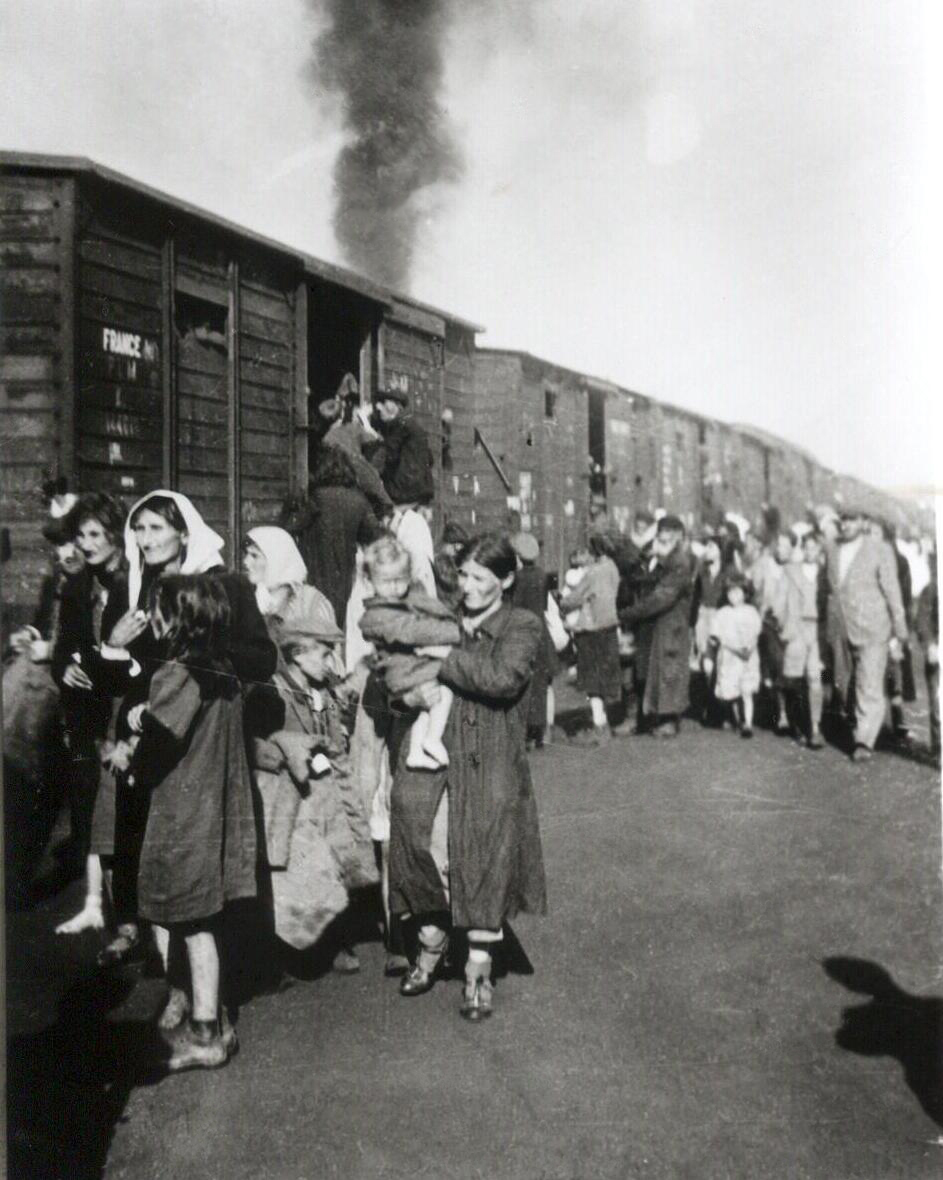
Hoạt động trục xuất 10.000 người Do Thái Ba Lan đến Treblinka trong giai đoạn tiến hành giải quyết các khu Do Thái ở Siedlce bắt đầu từ ngày 23 tháng 8 năm 1942

Trong khoảng giữa tháng 8 và tháng 9 năm 1942, một tòa nhà mới với nền móng bê tông được xây lên từ những viên gạch và vữa dưới sự chỉ đạo của Erwin Lambert, một chuyên gia trong chương trình cái chết êm ái T4. Bên trong tòa nhà có chứa từ 8-10 phòng hơi ngạt, mỗi phòng có diện tích 8x4 m², và một lối đi ở trung tâm. Stangl giám sát việc xây dựng và lấy nguyên vật liệu từ ngôi làng Malkinia gần đó từ việc tháo dỡ kho hàng của nhà máy. Trong quãng thời gian này các nạn nhân vẫn tiếp tục được chuyển đến hàng ngày và được dẫn qua địa điểm đang thi công đến các phòng hơi ngạt ban đầu trong tình trạng khỏa thân. Các phòng hơi ngạt mới đi vào hoạt động sau năm tuần thi công và được trang bị hai động cơ tạo khí độc thay vì chỉ một. Trên cánh cửa bằng kim loại lấy từ boongke quân sự của Liên Xô ở khu vực quanh Białystok có các ô xuyên qua giúp từ ngoài có thể quan sát tình trạng các nạn nhân bên trong trước khi lôi xác họ đi. Stangl cho biết các phòng hơi ngạt cũ có khả năng giết chết 3.000 người trong ba giờ. Còn các phòng mới có "sản lượng đầu ra" tiềm năng cao nhất trong tổng số tất cả các phòng hơi ngạt của ba trại Reinhard với con số tối đa có thể lên đến 22.000 hoặc 25.000 người bị hành quyết mỗi ngày, một sự thật mà Globocnik từng khoe khoang với bạn đồng chí của mình là Kurt Gerstein, một sĩ quan SS đến từ ngành dịch vụ khử trùng. Tuy vậy, các phòng hơi ngạt mới hiếm khi hoạt động với tối đa công suất; con số nạn nhân bị hành quyết mỗi ngày trung bình vẫn là từ 12.000 đến 15.000.
Quy trình hành quyết ở Treblinka khác khá nhiều so với Auschwitz và Majdanek, những nơi có sử dụng khí độc Zyklon B (hydro xyanua). Tại Treblinka, Sobibór, và Bełżec, các nạn nhân thiệt mạng vì thiếu dưỡng khí và ngộ độc khí cacbon monoxide (CO). Chỉ huy trại Auschwitz Rudolf Höss sau một chuyến tham quan hướng dẫn đến Treblinka đã kết luận rằng dùng khí thải động cơ là kém hiệu quả hơn so với khí xyanua tại trại của ông. Các phòng hơi ngạt trở nên tĩnh lặng sau 12 phút và hoàn thành sau 20 phút hoặc không đến. Theo lời kể của Jankiel Wiernik, người sống sót và chạy thoát sau cuộc nổi dậy của tù nhân vào năm 1943, khi cánh cửa của phòng hơi ngạt mở ra, bên trong là các thi thể ở trong tư thế đứng hoặc quỳ chứ không phải là nằm xuống bởi tình trạng quá tải nghiêm trọng. Những đứa trẻ thường được chết trong vòng tay của mẹ chúng. Sau này, những tù nhân làm việc trong đơn vị Sonderkommando đã chứng thực rằng các nạn nhân thường phát ra một hơi thở hổn hển cuối cùng lúc họ mở cửa phòng bước vào. Trong quy trình xử lý xác chết tiếp theo, đôi khi có một số nạn nhân biểu lộ dấu hiệu còn sống, nhưng những lính canh thường từ chối phản ứng.

### Các hố thiêu

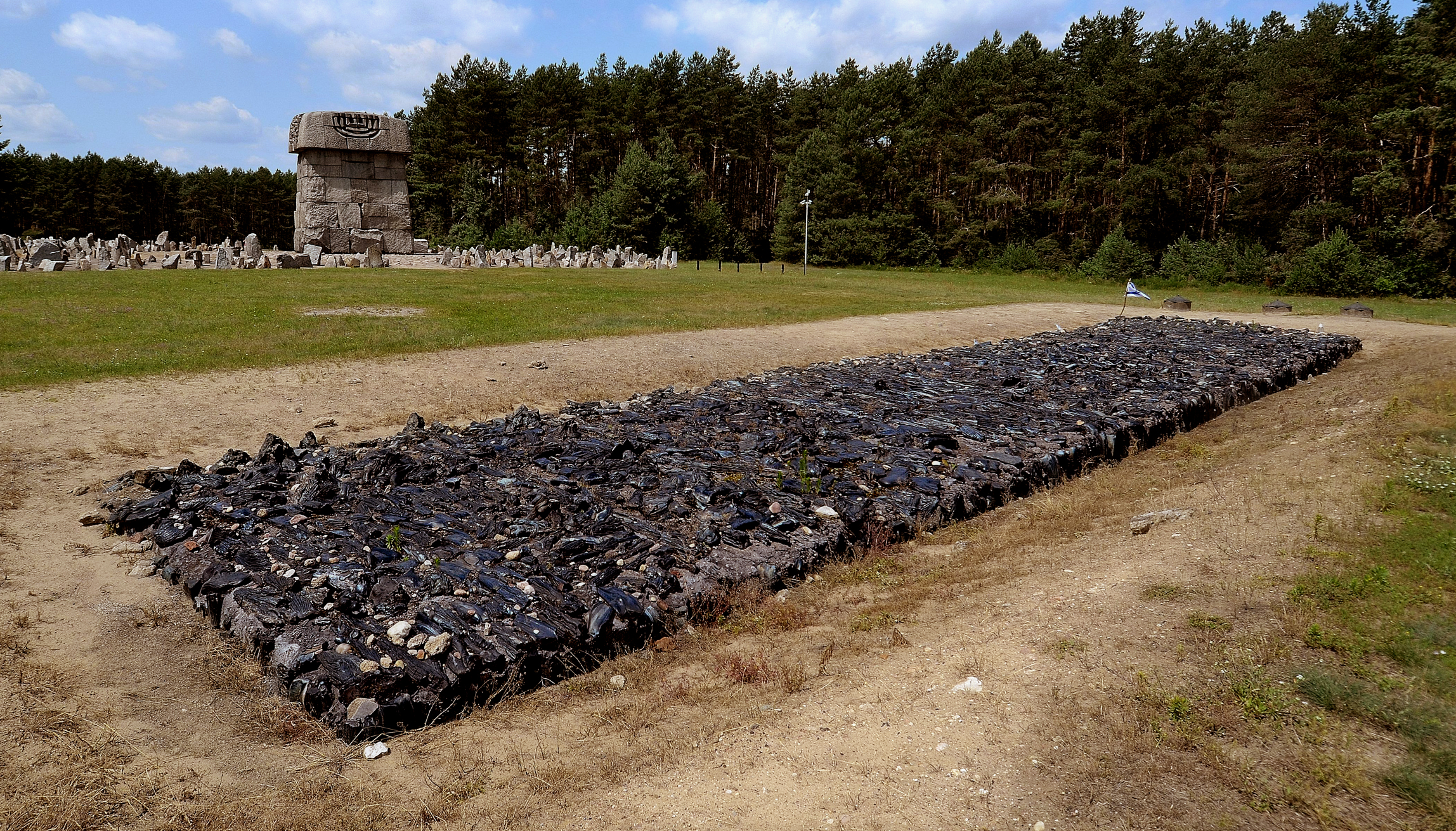
Địa điểm tưởng niệm tương tự như một trong những chiếc hố ban đầu nơi các thi thể bị thiêu. Đây là phần mộ phẳng xây nên từ đá bazan đen bị nghiền nát và gắn kết tượng trưng cho than cháy. Tro người thực đã được pha trộn với cát và rải ra khắp một diện tích 22.000 m².

Người Đức đã nhận thức được mối nguy về chính trị liên quan đến việc chôn cất hàng loạt các xác chết vào năm 1943, thời điểm họ phát hiện ra các nạn nhân người Ba Lan của vụ thảm sát Katyn ở địa điểm gần Smolensk thuộc Nga và báo cáo đến Berlin. Thi thể của 22.000 sĩ quan được bảo quản dưới lòng đất đã chứng minh hành động thảm sát hàng loạt của Liên Xô. Vào tháng 4, truyền thông Đức Quốc xã bắt đầu gây sự chú ý của cộng đồng quốc tế đến tội ác chiến tranh này bằng một bộ phim mới. Để chứng minh cho khẳng định của mình, người Đức đã mang đến Hội đồng Katyn một nhóm gồm 12 chuyên gia pháp y từ các nước châu Âu khác nhau để kiểm tra chi tiết các thi thể và báo cáo kết quả; kết luận rằng Liên Xô phải nhận trách nhiệm về vụ việc. Đức Quốc xã đã cố gắng sử dụng kết quả này để chia rẽ các nước thuộc phe Đồng Minh. Mệnh lệnh bí mật khai quật các xác chết đã được chôn ở Treblinka lên và thiêu hủy chúng được phát đi trực tiếp từ cơ quan lãnh đạo của Đức Quốc xã, khả năng là từ Himmler, người rất quan tâm đến việc che đậy tội ác của quân phát xít. Việc hỏa táng bắt đầu được tiến hành không lâu sau chuyến thăm của Himmler đến trại vào cuối tháng 2 đầu tháng 3 năm 1943.
Tại Treblinka II, đã có ít nhất hai hố thiêu lớn được xây dựng. Các hố này được dùng để tiêu hủy những thi thể mới cùng với những thi thể cũ từng bị chôn dưới đất trong giai đoạn 6 tháng đầu trại đi vào hoạt động. Họ sử dụng đường ray như một cái vỉ nướng dưới sự hướng dẫn của Herbert Floß, chuyên gia hỏa táng của trại. Các thi thể được đặt trên vỉ, trên một lớp gỗ, tưới xăng vào và đốt cháy. Theo Jankiel Wiernik, đó là một cảnh tượng kinh hoàng, với cái bụng của người phụ nữ mang thai phát nổ từ nước ối bị đun sôi. Ông mô tả rằng nhiệt tỏa ra từ những giàn thiêu như một cái lò, và nguồn nhiệt đến từ những xác người Do Thái bị đốt cháy. Các thi thể được thiêu trong vòng năm tiếng. Những giàn thiêu này hoạt động 24 giờ/ngày. Một khi hệ thống đã hoàn thiện, số thi thể được thiêu tại cùng thời điểm có thể lên từ 10.000 đến 12.000.
Các hố thiêu ngoài trời nằm về phía Đông các phòng hơi ngạt mới và được tiếp nhiên liệu từ 4 giờ sáng (hoặc sau 5 giờ sáng tùy vào khối lượng công việc) đến 6 giờ tối, khoảng cách mỗi lần là khoảng 5 tiếng. Khu tưởng niệm ngày nay bao gồm một phần mộ phẳng được đánh dấu tương tự như một trong những cái hố ban đầu. Nó được xây nên từ đá bazan nóng chảy và có nền móng bằng bê tông. Ngôi mộ này mang tính biểu tượng, khi mà tro người thực đã trộn lẫn với cát và được Đức Quốc xã rải rộng ra khắp một diện tích 22.000 m².

## Quản lý và điều hành

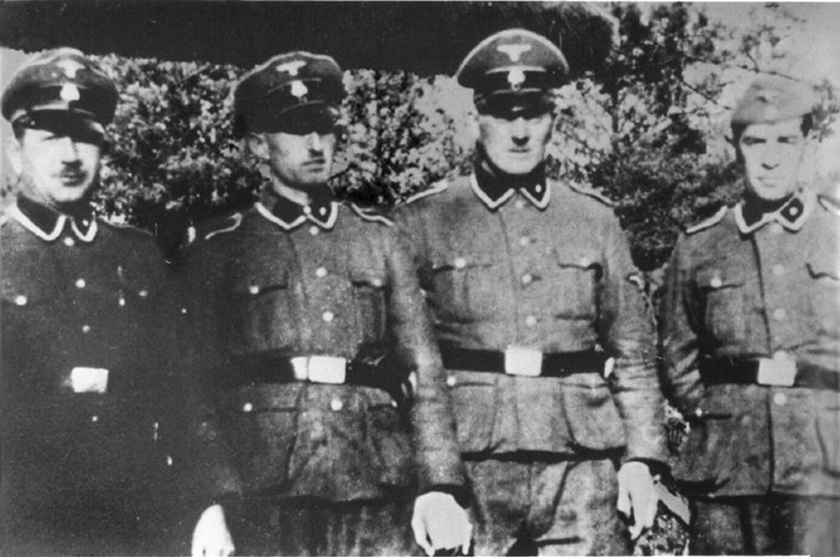
Các thành viên của SS-Totenkopfverbände (Đơn vị Đầu Tử thần) tại Treblinka (lần lượt từ trái sang): Paul Bredow, Willi Mentz, Max Möller và Josef Hirtreiter

Treblinka được vận hành bởi 20-25 thành viên SS-Totenkopfverbände (Đơn vị Đầu Tử thần) người Đức và Áo và 80-120 Wachmänner (lính gác) được huấn luyện tại một cơ sở SS chuyên biệt trong trại tập trung Trawniki gần Lublin, Ba Lan; tất cả các Wachmänner đều được đào tạo ở Trawniki. Các lính bảo vệ này chủ yếu là người thuộc chủng tộc Đức đến từ phía Đông, người Ukraina, một số người Nga, Tatar, Moldovan, Latvian, và người Trung Á, tất cả từng phục vụ trong Hồng quân Liên Xô. Họ được Karl Streibel, chỉ huy trại Trawniki, cho gia nhập từ các trại tù binh chiến tranh dành cho lính Liên Xô. Mức độ tình nguyện tham gia là một vấn đề vẫn còn phải bàn luận khi mà điều kiện sống trong các trại tù binh chiến tranh Liên Xô là vô cùng tồi tệ. Một số tù binh Liên Xô đã hợp tác với Đức Quốc xã trước cả khi bệnh tật, đói và cái lạnh của mùa đông tàn phá các trại tù binh vào giữa tháng 9 năm 1941.
Một số tù nhân Do Thái được tập hợp lại thành những nhóm Sonderkommando, hay những đội lao động với nhiệm vụ làm việc trong trại dưới họng súng đe dọa từ lính canh. Tại khu tiếp nhận tù nhân của trại 2 (trại Auffanglager) mỗi nhóm có một biểu tượng tam giác với màu khác nhau. Biểu tượng này ngăn không cho những tù nhân mới đến có cơ hội trà trộn vào đội lao động. Đơn vị xanh (Kommando Blau) phụ trách khu vực đoạn đường sắt và việc mở khóa những toa tàu hàng. Họ gặp những người mới đến, đem xác những ai đã chết trên đường đi, bó lại và loại bỏ, và làm sạch sàn toa tàu. Đội màu đỏ (Kommando Rot) là nhóm đông nhất, với nhiệm vụ tháo dỡ và phân loại, sắp xếp đồ đạc của các nạn nhân khi họ đã bị "xử lý". Sau khi đội đỏ mang đồ đạc của các nạn nhân đến doanh trại lưu trữ, nhóm phụ trách ở đây là đội vàng (Kommando Gelb) sẽ phân tách từng món hàng theo chất lượng, dỡ bỏ ngôi sao của Davidra khỏi tất cả trang phục mặc ngoài, và lấy tất cả tiền được khâu trong lớp vải lót. Tiếp sau đội vàng là Desinfektionskommando, nhóm này làm nhiệm vụ khử trùng các đồ đạc, bao gồm cả bao tải chứa tóc của những nữ giới bị hành quyết. Đơn vị Goldjuden (tiền của người Do Thái) sẽ thu thập và đếm số lượng tiền giấy; đồng thời thẩm định trị giá vàng và trang sức.
Có một nhóm khác bao gồm 300 nam giới được gọi là Totenjuden (Những người Do Thái của Tử thần), họ sống và làm việc trong trại 3. Trong sáu tháng đầu tiên nhóm này thực hiện việc chôn cất các xác chết sau khi đã lấy đi những chiếc răng vàng. Khi mà công việc hỏa thiêu bắt đầu được tiến hành vào đầu năm 1943, việc của họ là đem những cái xác vứt xuống hố, nạp nhiên liệu cho giàn thiêu, tiêu hủy những xương người còn sót lại bằng những cái vồ, và thu thập tro để loại bỏ. Mỗi chuyến tàu chở những người bị trục xuất đến Treblinka bao gồm trung bình 60 toa tàu được bảo vệ chặt chẽ. Tại nhà ga chờ, chúng được chia ra làm 3 phần, mỗi phần 20 toa được các Sonderkommando xử lý trong vòng hai tiếng đầu tiên, sau đó đến 20 toa tiếp theo.
Các thành viên của đội lao động luôn không ngừng bị những lính bảo vệ đánh đập hoặc hành quyết tại những giá treo cổ. Chỉ có những nam giới khỏe nhất được chọn lựa từ những người mới đến hàng ngày mới được xem là sự thay thế cần thiết. Ở đây còn có một số đội lao động khác làm việc không tiếp xúc với hoạt động vận chuyển: nhóm Holzfällerkommando (đội đốn củi) đảm đương việc đi kiếm củi rồi chặt nhỏ, và nhóm Tarnungskommando (đội ngụy trang) phụ trách việc ngụy trang che giấu khu trại. Ngoài ra còn một đội lao động đảm nhận việc dọn dẹp, làm sạch những khu vực chung. Khu Wohnlager ở trại 1 có chứa các doanh trại dành cho 700 Sonderkommando, khi kết hợp với 300 Totenjuden làm con số tổng cộng tăng lên thành khoảng 1.000 người tại cùng thời điểm.
Những lao động nào đi làm việc với thân thể đầy máu và những vết bầm tím sẽ bị hành quyết. Nếu một tù nhân bị đánh và đôi mắt vẫn duy trì vết thâm, hay có những vết thương hở và sưng to, anh ta sẽ được các tù nhân khác gọi là một clepsydra (từ tiếng Hy Lạp có nghĩa "water clock": "đồng hồ nước") và nhiều khả năng sẽ bị bắn vào buổi tối ngày hôm đó lúc điểm danh hoặc hôm sau nếu vết thâm ở má bắt đầu sưng lên. Đã có rất nhiều Sonderkommando tự tử bằng cách treo cổ trong đêm. Tại doanh trại Totenjuden trung bình mỗi ngày có 15-20 vụ tự tử. Những đội lao động - họ thường xuyên mất ăn, mất ngủ vì lo âu và sợ hãi - gần như sẽ được thay thế toàn bộ sau mỗi vài ngày; kết cục cho các thành viên của đội lao động cũ là cái chết, trừ những ai kiên cường nhất.

## Cuộc nổi dậy của tù nhân

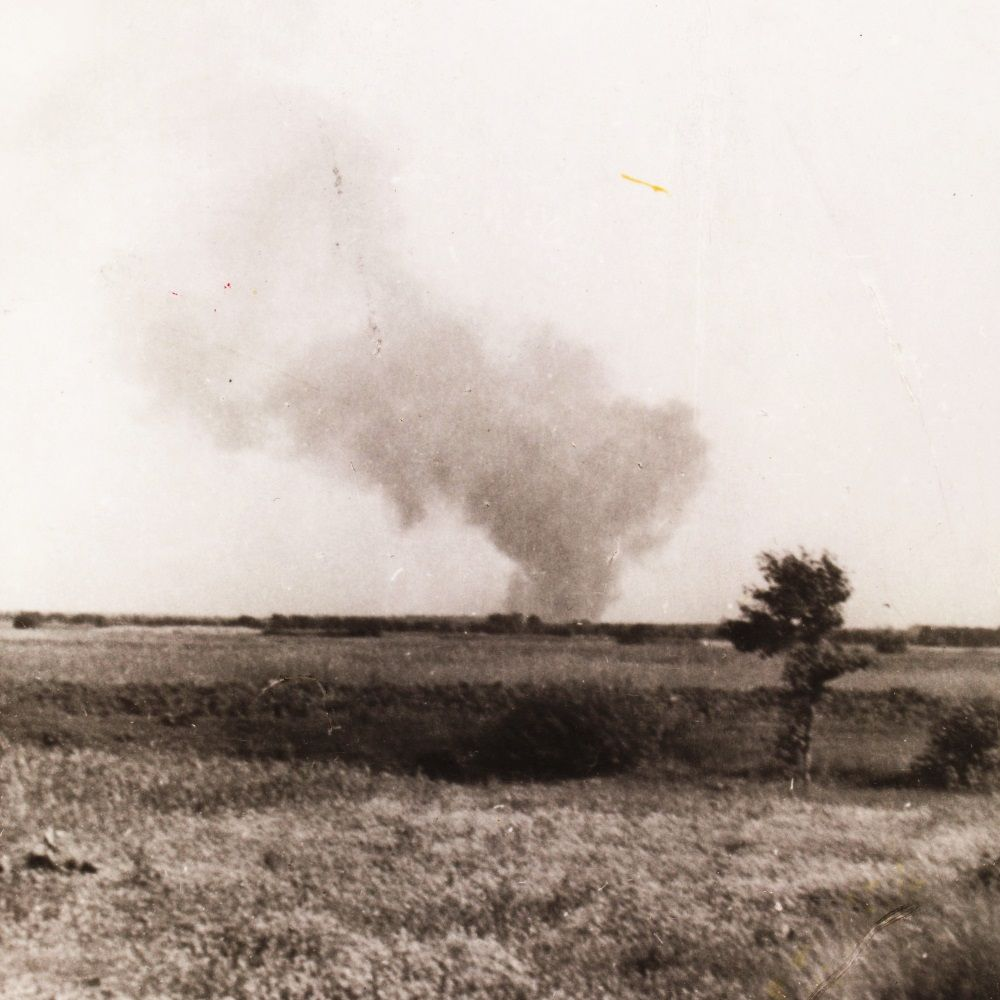
Quy mô đám cháy ở Treblinka II vào ngày 2 tháng 8 năm 1943 trong cuộc nổi dậy của tù nhân. Các doanh trại bốc cháy, bao gồm cả một bể chứa xăng phát nổ làm cho đám cháy lây lan sang những cấu trúc xung quanh. Tác giả của bức ảnh bí mật này là Franciszek Ząbecki.

Vào đầu năm 1943, một tổ chức kháng chiến bí mật của người Do Thái được thành lập tại Treblinka với mục tiêu chiếm quyền kiểm soát trại và chạy trốn hướng đến sự tự do. Cuộc nổi dậy được bí mật chuẩn bị và lên kế hoạch từ trước trong một thời gian dài. Các đơn vị được thành lập bởi một cựu sĩ quan Quân đội Ba Lan người Do thái, bác sĩ Julian Chorążycki. Nhóm của ông bao gồm Zelomir Bloch (lãnh đạo), Rudolf Masaryk, Marceli Galewski, Samuel Rajzman, bác sĩ Irena Lewkowska ("Irka", đến từ bộ phận y tế dành cho các Hiwi), Leon Haberman, Hershl (Henry) Sperling đến từ Częstochowa, và một số người khác. Chorążycki (người chữa trị cho những bệnh nhân người Đức) đã tự sát bằng thuốc độc vào ngày 19 tháng 4 năm 1943 khi sắp sửa đối mặt với việc bị bắt giữ, nhờ đó lính Đức đã không thể khám phá được ra âm mưu bằng cách tra tấn ông. Người lãnh đạo tiếp theo cũng là một cựu sĩ quan trong Quân đội Ba Lan, bác sĩ Berek Lajcher, đến Treblinka vào ngày 1 tháng 5. Ông sinh ra tại Częstochowa, hành nghề y tại Wyszków và bị Đức Quốc xã trục xuất đến Węgrów vào năm 1939.
Cuộc nổi dậy được dự định tiến hành vào ngày 15 tháng 6 năm 1943 nhưng về sau đã bị hoãn lại. Một chiến sĩ đã lén mang theo một quả lựu đạn lên trên một trong những chuyến tàu vào đầu tháng 5 chở những kẻ chống đối bị bắt giữ từ Cuộc nổi dậy ở khu Do Thái Warsaw. Khi quả lựu đạn được kích hoạt tại khu cởi đồ, những lính bảo vệ và SS đã rơi vào tình trạng hoảng loạn. Sau vụ nổ, Treblinka chỉ tiếp nhận khoảng 7.000 người Do Thái từ thủ đô do lo ngại về những vụ việc tương tự; 42.000 người Do Thái Warsaw còn lại thay vào đó bị trục xuất đến Majdanek. Việc đốt các xác chết khai quật tiếp tục được tiến hành với tốc độ tối đa cho đến cuối tháng 7. Những người âm mưu nổi dậy trở nên ngày một quan ngại hơn về tương lai của mình khi mà số lượng công việc dành cho họ bắt đầu giảm xuống. Với các chuyến tàu tới Treblinka ngày một ít đi, họ nhận ra rằng "họ sẽ là những người tiếp theo trong dòng người tiến vào các phòng hơi ngạt."

### Cuộc nổi dậy và những người sống sót
Cuốc nổi dậy diễn ra vào một ngày hè nóng nực, thứ hai ngày 2 tháng 8 năm 1943, hôm đó có một nhóm 40 lính Đức và Ukraina lái xe ra sông Bug để tắm. Những người nổi dậy đã âm thầm mở khóa kho vũ khí gần đường ray bằng một cái chìa khóa thay thế được chuẩn bị từ trước. Họ lấy đi 20-25 khẩu súng trường, 20 quả lựu đạn, một vài khẩu súng ngắn, đặt chúng vào một cái xe kéo rồi mang đến chỗ đội lao động khai thác sỏi. Vào lúc 3:45 chiều, 700 người Do thái đã phát động một cuộc nổi dậy kéo dài trong 30 phút. Họ đốt cháy các tòa nhà, cho nổ bể chứa xăng, và làm đám cháy lây lan ra các công trình xung quanh. Một nhóm người Do Thái có vũ trang tấn công cánh cổng chính còn một số khác cố gắng trèo qua hàng rào. Tuy nhiên khoảng 25 lính Đức và 60 Trawniki Ukraina đã nã súng máy khiến cho họ chết gần như là toàn bộ. Lajcher bị giết cùng với hầu hết các phần tử nổi dậy khác. Có khoảng 200 người Do Thái chạy thoát ra được khỏi trại. Một nửa trong số đó đã bị giết sau một cuộc truy bắt bằng xe hơi và ngựa. Những người Do Thái đã không cắt đường dây điện thoại, giúp Stangl gọi hàng trăm lính Đức tiếp viện đến từ bốn thị trấn khác nhau nhằm thiết lập sự phong tỏa trên các tuyến đường. Một số tù nhân sống sót được các thành viên của lực lượng kháng chiến Armia Krajowa vận chuyển bằng đường sông, và một số người khác như Sperling đã chạy suốt một quãng đường dài 30 km (19 dặm) để rồi được những dân làng Ba Lan cứu giúp. Trong số những người chạy ra được khỏi Treblinka ngày hôm đó, đã biết đến 70 người sống sót cho đến thời điểm chiến tranh kết thúc, bao gồm những tác giả của các cuốn hồi ký về Treblinka được xuất bản trong tương lai là: Richard Glazar, Chil Rajchman, Jankiel Wiernik, và Samuel Willenberg.

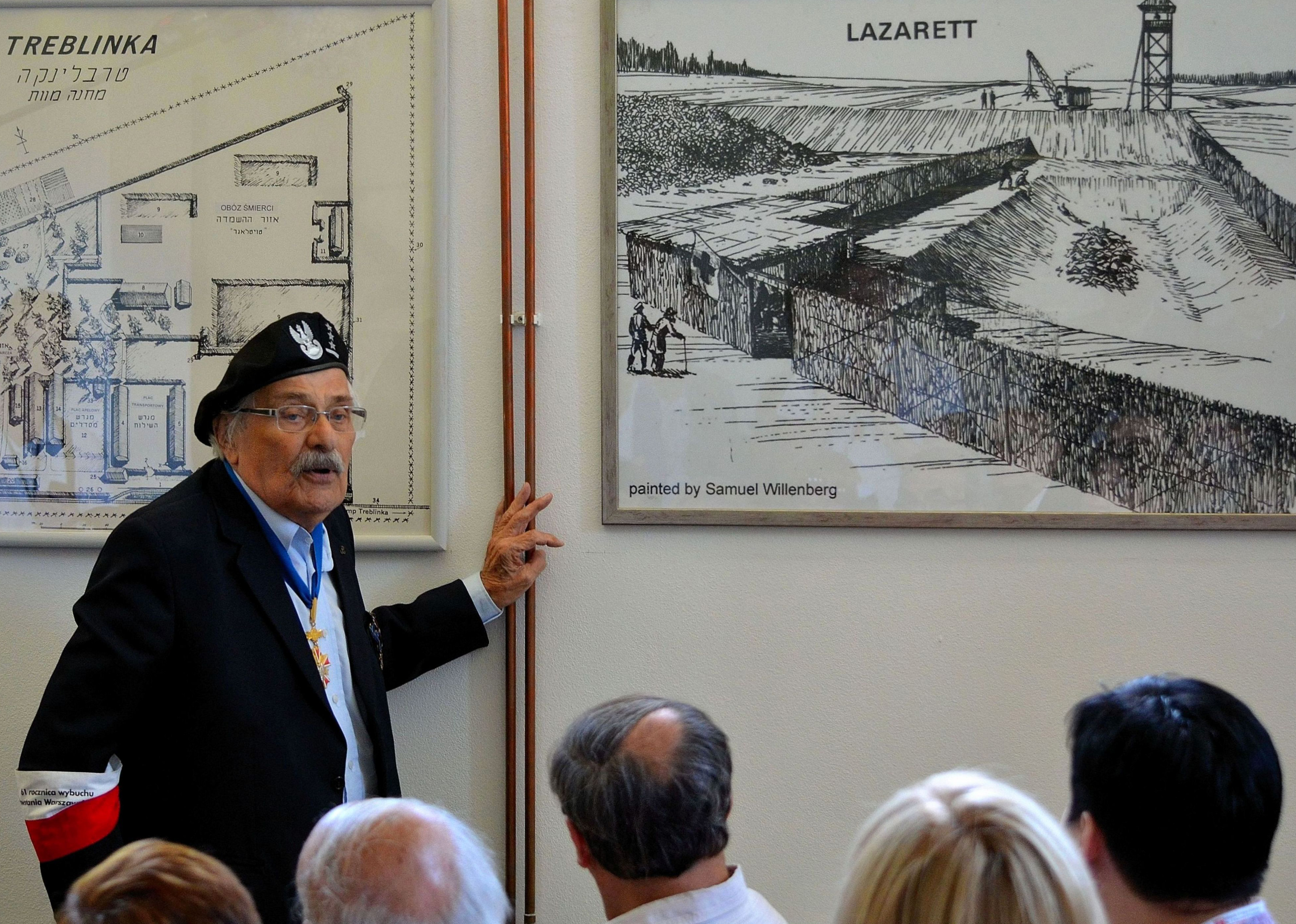
Samuel Willenberg là một trong những người sống sót, trong ảnh ông đang trình bày về bản vẽ Treblinka II của mình tại Bảo tàng Đấu tranh và Tử vì đạo nằm ở vị trí bên trong trại.

Trong số những tù nhân Do Thái chạy thoát ra được khỏi Treblinka và sống sót có hai chàng trai mà khi đó mới 19 tuổi là Samuel Willenberg và Kalman Taigman, hai người đều tới trại vào năm 1942 và từng bị buộc phải lao động dưới nguy cơ cái chết có thể đến bất kỳ lúc nào. Taigman qua đời năm 2012, trước đó ông từng cho biết về trải nghiệm của mình: "Đó là địa ngục, hoàn toàn là địa ngục. Một người bình thường không thể tưởng tượng là làm thế nào mà một người đang sống đã có thể trải qua được điều đó - Những kẻ giết người, những kẻ giết người được sinh ra một cách tự nhiên, những kẻ không hề có một chút biểu lộ sự hối hận, chúng chỉ biết tàn sát tất cả mọi thứ." Sau chiến tranh, Willenberg và Taigman đã di cư đến Israel và họ dành những năm tháng còn lại của cuộc đời để kể về câu chuyện ở Treblinka. Ngoài ra có hai người sống sót khác là Hershl Sperling và Richard Glazar, bọn họ bị mắc một hội chứng gọi là survivor guilt (tạm dịch: Tội lỗi của người sống sót), kết cục dẫn đến cả hai đều tự sát.

### Treblinka sau cuộc nổi dậy
Bất chấp sự việc diễn ra, Treblinka II vẫn tiếp tục hoạt động và duy trì là ưu tiên hàng đầu của lực lượng SS thêm một năm nữa. Stangl đã đến gặp người đứng đầu của Chiến dịch Reinhard, Odilo Globocnik, và thanh tra Christian Wirth ở Lubin; ông quyết định không thực hiện một bản báo cáo, coi như không có người Đức nào chết trong cuộc nổi dậy. Stangl muốn xây dựng lại trại, nhưng Globocnik nói rằng nó sẽ sớm bị đóng cửa và Stangl sẽ được chuyển đến Trieste để hỗ trợ ngăn chặn những phần tử chống đối ở đó. Những chỉ huy cấp cao của Đức Quốc xã có thể đã cảm thấy rằng Stangl, Globocnik, Wirth, và một số nhân viên khác của Chiến dịch Reinhard biết quá nhiều điều và muốn loại bỏ họ bằng cách chuyển ra mặt trận. Với việc hầu hết những người Do Thái ở các khu Do Thái tại Ba Lan đã bị tiêu diệt, có ít lý do để tái xây dựng lại trại. Auschwitz có đủ năng lực để đáp ứng nhu cầu tiêu diệt còn lại của Đức Quốc xã, thành ra Treblinka trở nên không còn cần thiết.
Chủ huy mới của trại là Kurt Franz, trước là phó chỉ huy, lên nắm quyền vào tháng 8. Sau chiến tranh ông chứng thực rằng hoạt động hành quyết bằng khí độc đã chấm dứt kể từ đó. Trên thực tế, mặc dù trại đã chịu những thiệt hại lớn, nhưng các phòng hơi ngạt thì vẫn còn nguyên vẹn và việc hành tuyết người Do Thái vẫn tiếp tục được tiến hành. Tốc độ giảm xuống, với chỉ 10 toa tàu leo lên đoạn đường ray dốc trong trại cùng một thời điểm, trong khi những toa khác thì phải đợi. Hai chuyến tàu cuối cùng chở người Do Thái đến trại để hành quyết bằng khí độc khởi hành từ khu Do Thái Białystok vào ngày 18 và 19 tháng 8 năm 1943. Theo một báo cáo được công bố bởi Văn phòng Thông tin của Armia Krajowa, dựa trên những quan sát về các chuyến tàu Holocaust đi qua ngôi làng Treblinka, thì chúng bao gồm 78 toa (37 trong ngày đầu tiên và 39 ngày thứ hai). 39 toa đến Treblinka vào ngày 19 tháng 8 năm 1943 mang theo ít nhất 7.600 người sống sót trong cuộc nổi dậy ở Khu Do Thái Białystok.
Vào ngày 19 tháng 10 năm 1943, Chiến dịch Reinhard chấm dứt với một lá thư từ Odilo Globocnik. Ngày hôm sau, một nhóm người Do Thái số lượng lớn, Arbeitskommando, những người đã làm công việc tháo dỡ trại trong vòng vài tuần trước đó, bị đem lên những chuyến tàu vận chuyển đến trại hủy diệt Sobibór thông qua Siedlce và Chełm và họ bị hành quyết vào ngày 20 tháng 10 năm 1943. Franz theo Globocnik và Stangl đến Trieste vào tháng 11. Các hoạt động dọn dẹp tiếp tục được tiến hành vào mùa đông. Những người Do Thái thuộc đội lao động còn sống tháo dỡ từng viên gạch của các phòng hơi ngạt và sử dụng chúng để xây lên một trang trại tại vị trí lò bánh mỳ cũ của trại như là một phần trong chiến dịch dọn dẹp. Trong một lá thư gửi cho Himmler từ Trieste vào ngày 5 tháng 1 năm 1944, Globocnik xác nhận mục đích của nó như là một bốt gác dành cho một thuộc hạ người Ukraina nhằm duy trì sự bí mật. Đó là một lính Hiwi có tên Oswald Strebel, một người Ukraina mang chủng tộc Đức, được cho phép đem gia đình của mình đến vì "những lý do của việc giám sát", Globocnik viết. Strebel từng là lính bảo vệ ở Treblinka II. Ông được chỉ dẫn để nói với những du khách rằng đó là một trang trại đã tồn tại trong nhiều thập kỷ, nhưng những người Ba Lan địa phương thì nhận thức rõ về sự tồn tại của khu trại.

## Những chỉ huy của Treblinka II

### Irmfried Eberl

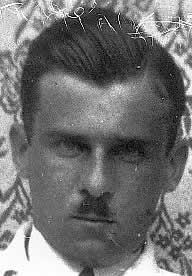
Irmfried Eberl, sĩ quan chỉ huy đầu tiên của Treblinka II bị sa thải và thuyên chuyển công tác vì cáo buộc thiếu năng lực điều hành.

SS-Obersturmführer (Trung úy SS) Irmfried Eberl là người đầu tiên được bổ nhiệm chức sĩ quan chỉ huy của Treblinka vào ngày 11 tháng 7 năm 1942. Ông là một chuyên gia về tâm thần học đến từ Trung tâm An tử Bernburg và là người duy nhất từ bác sĩ lên làm sĩ quan chỉ huy một trại hủy diệt trong thế chiến thứ II. Theo một số ý kiến, kỹ năng tổ chức kém cỏi của Eberl đã khiến hoạt động của Treblinka chuyển biến tai hại; một số khác chỉ ra số chuyến tàu đến Treblinka phản ánh những sự kỳ vọng điên dại phi thực tế của chỉ huy cấp cao Đức Quốc xã về khả năng xử lý tù nhân của khu trại. Những cỗ máy tạo khí độc đầu tiên thường xuyên bị phá hủy do sử dụng nhiều quá mức, buộc lính SS phải hành quyết những người Do Thái bằng súng. Các lao động không có đủ thời gian để chôn xác, và các hố chôn tập thể bị quá tải. Theo lời chứng thực của người đồng nghiệp, Unterscharführer (Trung sĩ) Hans Hingst, cái tôi và khao khát về quyền lực đã vượt quá khả năng của ông ta: "Rất nhiều chuyến tàu đã tới và việc hành quyết bằng khí độc có thể không còn được thực hiện." Nhiều người Do Thái đã đoán chính xác những gì sắp xảy đến với họ từ lúc họ còn đang ở trên đường đi, trong những toa tàu. Có thể ngửi thấy mùi hôi thối của những xác chết đang phân hủy từ cách đó 10 km.
Oskar Berger, một nhân chứng người Do Thái sống sót sau cuộc nổi dậy năm 1943, nói về tình trạng khu trại khi ông đến vào tháng 8 năm 1942:
Khi bước xuống từ toa tàu, chúng tôi nhận ra một khung cảnh chết lặng - tất cả mọi nơi đều có hàng trăm thi thể người. Những thùng hàng chất đống, quần áo, vali, mọi thứ đều trong một mớ hỗn độn. Lính SS Ukraina và Đức đứng ở các góc của các doanh trại và điên cuồng bắn vào đám đông.

Kh Odilo Globocnik cùng với Christian Wirth và phụ tá của Wirth đến từ Bełżec là Josef Oberhauser bất ngờ đến thăm Treblinka vào ngày 26 tháng 8 năm 1942, Eberl đã ngay lập tức bị sa thải tại chỗ. Các lý do để sa thải là: kém cỏi trong việc xử lý hàng ngàn xác chết, sử dụng phương pháp hành quyết kém hiệu quả, và không biết cách che đậy sao cho phù hợp. Eberl được chuyển đến Berlin, gần những sở chỉ huy hoạt động trong Phủ thủ tướng của Hitler, tại đây kiến trúc sư trưởng của Holocaust là Heinrich Himmler cũng vừa mới đẩy nhanh tốc độ của chương trình diệt chủng lên thêm một bước. Globocnik đã giao cho Wirth tạm thời ở lại Treblinka để dọn dẹp làm sạch khu trại. Vào ngày 28 tháng 8 năm 1942, Globocnik hoãn việc trục xuất. Ông chọn Franz Stangl, người từng giữ chức chỉ huy trại Sobibór, làm người kế nhiệm chức vụ của Eberl tại Treblinka. Stangl có tiếng là một người quản lý có năng lực với những hiểu biết về mục tiêu của dự án, và Globocnik tin tưởng ông có khả năng tái lập sự kiểm soát.

### Franz Stangl
Stangl đến Treblinka vào cuối tháng 8 năm 1942. Ông thay thế Eberl vào ngày 1 tháng 9. Nhiều năm sau, ông đã mô tả về những thứ đầu tiên mà mình nhìn thấy khi đến khu trại trong một cuộc phỏng vấn với Gitta Sereny vào năm 1971:
Con đường chạy dọc theo tuyến đường sắt. Khi còn khoảng 15, 20 phút xe chạy nữa là đến Treblinka, chúng tôi bắt đầu thấy các xác chết xếp thành hàng, ban đầu chỉ là hai hoặc ba, sau đó nhiều hơn, và khi chúng tôi lái xe đến nhà ga Treblinka, ở đây có gì đó trông như hàng trăm thi thể - chỉ nằm đó - họ rõ ràng đã ở đây trong nhiều ngày, trong cái nóng. Trong ga là một đoàn tàu chở đầy người Do Thái, một số đã chết, một số còn sống;... nó cũng như vậy, trông như thể đã ở đây nhiều ngày.

Stangl tái tổ chức khu trại, và những chuyến tàu mang theo những người Do Thái từ các khu Do Thái Radom và Warsaw bắt đầu quay lại Treblinka từ ngày 3 tháng 9 năm 1942. Theo nhà sử học người Israel Yitzhak Arad, Stangl muốn trại trông thật thu hút, do đó ông đã ra lệnh lát đá những con đường bên trong khu tổ hợp hành chính Wohnlager. Hoa được trồng dọc hai bên đường Seidel Straße cũng như những chỗ gần khu ở của lính SS. Ông ra lệnh tất cả những tù nhân mới đến trại đều phải được chào đón với một thông báo bằng lời nói qua sự phiên dịch của những lao động người Do Thái. Những người bị trục xuất được cho biết rằng họ đang ở một điểm trung chuyển trên đường đến Ukraina. Một số câu hỏi của họ được những người Đức mặc áo khoác phòng thí nghiệm trả lời. Có một lần Stangl cầm một cây roi và khoác lên mình bộ quân phục màu trắng, do đó các tù nhân đã đặt cho ông biệt danh " Cái chết Trắng". Mặc dù là người trực tiếp chịu trách nhiệm điều hành trại, nhưng Stangl chứng thực rằng ông đã hạn chế tiếp xúc với những tù nhân Do Thái nhiều nhất có thể. Ông tuyên bố rằng ông hiếm khi can thiệp vào những hành vi tàn ác của các sĩ quan cấp dưới của mình. Ông trở nên lơ đi với việc giết người, và đi đến cảm nhận rằng những tù nhân không phải là con người mà chỉ đơn thuần là "hàng hóa" cần phải loại bỏ, ông nói.

#### Bài hát Treblinka
Theo những lời khai sau chiến tranh, vào giai đoạn các chuyến tàu tạm thời dừng lại, phó chỉ huy Kurt Franz đã viết lời cho một bài hát nhằm để ca tụng trại hủy diệt Treblinka. Trên thực tế, tù nhân Walter Hirsch là người viết lời cho ông ta. Giai điệu đến từ một phần những ký ức của Franz khi ông còn làm việc tại trại hủy diệt Buchenwald. Điệu nhạc là vui vẻ, trong cung Rê trưởng. Những người Do Thái mới đến và được giao làm việc trong đội Sonderkommando được dạy về bài hát. Họ bị ép phải ghi nhớ nó khi màn đêm buông xuống trong ngày đầu tiên ở trại. Người sống sót Samuel Willenberg nhớ bài hát bắt đầu bằng: "Với những bước đi vững chắc chúng ta hành quân..." Sau nhiều năm, Unterscharführer (Trung sĩ) Franz Suchomel đã gợi nhắc lại lời bài hát như sau: "Chúng ta chỉ biết lời nói của chỉ huy. / Chúng ta chỉ biết vâng lời và nhiệm vụ. / Chúng ta muốn tiếp tục làm việc, làm việc, / cho đến lúc nào đó một chút may mắn vẫy gọi chúng ta. Hoan hô!"

Kurt Franz, phó chỉ huy dưới quyền Eberl và Stangl đồng thời là sĩ quan chỉ huy cuối cùng của Treblinka II

Artur Gold, một nhà soạn nhạc người Do Thái nổi tiếng trước chiến tranh đến từ Warsaw, đã thành lập nên một đội ca hát dưới sự cưỡng ép. Ông đã soạn chủ đề bài hát của trại Treblinka cho một dàn nhạc bao gồm 10 tù nhân do ông chỉ huy. Gold đến Treblinka vào năm 1942 và từng chơi nhạc tại phòng ăn tập thể của lính SS ở khu Wohnlager theo mệnh lệnh. Ông chết trong cuộc nổi dậy.

### Kurt Franz
Sau cuộc nổi dậy ở Treblinka vào tháng 8 năm 1943 và sự kết thúc của Chiến dịch Renhard vào tháng 10 cùng năm, Stangl cùng với Globocnik đã đến Trieste thuộc vùng miền Bắc Italia, nơi đang cần những quân tiếp viện SS. Vị sĩ quan chỉ huy thứ ba và cũng là cuối cùng của Treblinka II là Kurt Franz; ông được các tù nhân đặt cho biệt danh "Lalka" (tiếng Ba Lan: búp bê) vì có một khuôn mặt "ngây thơ, vô tội". Theo lời kể từ người sống sót Hershl Sperling, khi còn là phó chỉ huy Franz thường đánh các tù nhân đến chết chỉ vì những vi phạm nhỏ hoặc là để con chó Barry của ông xâu xé họ ra làm từng mảnh. Franz quản lý Treblinka II cho đến cuối tháng 11 năm 1943. Việc dọn dẹp khu trại sau đó được hoàn thành bởi các tù nhân Arbeitslager của Treblinka I trong vòng vài tháng. Người ủy quyền của Franz là Hauptscharführer (Toán trưởng) Fritz Küttner, người đã duy trì một mạng lưới những mật thám Sonderkommando và trực tiếp nhúng tay vào những vụ giết người.
Kurt Franz đã thực hiện một album ảnh bất chấp mệnh lệnh không bao giờ được phép chụp ảnh bên trong Treblinka. Ông đặt tên cho album là Schöne Zeiten (quãng thời gian đẹp). Album của Franz là một nguồn tư liệu ảnh quý hiếm minh họa việc đào mộ một cách cơ khí hóa, những viên gạch trong Małkinia, vườn thú Treblinka, và một số thứ khác. Franz đã cẩn thận không chụp ảnh các phòng hơi ngạt.
Dưới sự chỉ huy của Theodor van Eupen, mỏ sỏi ở Treblinka I được khai thác hết công suất cho đến tháng 7 năm 1944 với những lao động mới được Kreishauptmann Ernst Gramss gửi đến từ Sokołów. Trong năm 1944, việc hành quyết hàng loạt bằng súng vẫn tiếp tục được tiến hành. Với việc Hồng quân Liên Xô đang tiến gần, 300 đến 700 Sonderkommando cuối cùng làm nhiệm vụ tiêu hủy các chứng cứ tội ác đã bị các Trawniki hành quyết vào cuối tháng 7 năm 1944, một thời gian dài sau khi trại chính thức đóng cửa. Strebel, người mạng chủng tộc Đức được sắp xếp ở tại ngôi nhà trong trang trại xây nên từ những viên gạch của các phòng hơi ngạt tại vị trí lò bánh cũ của trại, đã đốt cháy tòa nhà và chạy trốn để tránh bị bắt.

## Quân đội Liên Xô tiến đến
Vào cuối tháng 7 năm 1944, Hồng quân Liên Xô từ phía Đông đã bắt đầu tiến đến gần. Những người Đức rời đi sau khi đã tiêu hủy hầu hết các bằng chứng trực tiếp về tội ác diệt chủng dự định đốt cháy những ngôi làng xung quanh, bao gồm 761 tòa nhà ở Poniatowo, Prostyń, và Grądy. Nhiều gia đình đã bị giết. Những cánh đồng lúa từng cung cấp lương thực cho quân SS bị đốt cháy. Vào ngày 19 tháng 8 năm 1944, quân Đức cho nổ tung nhà thờ và tháp chuông ở Prostyń, địa điểm phòng thủ vững chắc cuối cùng chống lại Hồng quân trong khu vực. Khi quân đội Liên Xô tiến vào Treblinka trong ngày 16, địa điểm hành quyết đã bị san bằng, đất được cày xới lên và trồng các cây lupin. Những gì còn lại được nhà báo chiến tranh Liên Xô là Vasily Grossman mô tả gồm có: những mảnh xương nhỏ lẫn trong đất, răng người, giấy và vải thừa, đĩa vỡ, chai lọ, chổi (xoa xà phòng) cạo râu, chảo và ấm rỉ sét, chén đủ kích cỡ, giày rách rưới, và búi tóc người. Con đường đến trại là đen kịt. Tro người (lên tới 20 xe mỗi ngày) thường xuyên được những tù nhân còn lại rải dọc trên quãng đường dài 2 kilômét (1,2 dặm) dẫn đến Treblinka I cho đến giữa năm 1944.

### Những nỗ lực bảo tồn ban đầu
Chính quyền Xô Viết mới thành lập đã không bảo tồn những chứng cứ về khu trại. Hiện trường đã không được bảo vệ hợp pháp trong giai đoạn cuối chiến tranh thế giới thứ II. Vào tháng 9 năm 1947, giáo viên Feliks Szturo và linh mục Józef Ruciński đã dẫn đầu 30 học sinh của một trường học địa phương đi thu thập những mảnh xương lớn và các mảnh hộp sọ rồi chôn chúng trong một gò đất duy nhất. Trong cùng năm ủy ban tưởng nhớ đầu tiên Komitet Uczczenia Ofiar Treblinki (KUOT; Ủy ban Tưởng nhớ Những nạn nhân của Treblinka) được thành lập ở Warsaw và họ đã phát động cuộc thi thiết kế đài tưởng niệm.

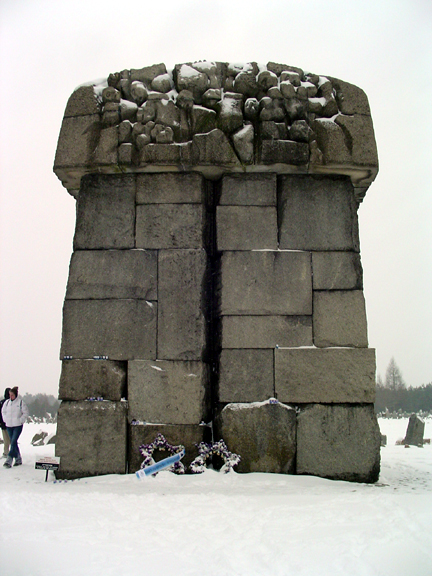
Đài tưởng niệm Treblinka (2005)

Chính quyền Stalin đã không cung cấp ngân sách cho cuộc thi cũng như cho việc xây dựng đài tưởng niệm, và ủy ban giải thể vào năm 1948 bởi sau đó nhiều người sống sót đã rời khỏi đất nước. Vào năm 1949, thị trấn Sokołów Podlaski đã bảo vệ trại với một hàng rào mới và một cánh cổng. Một đội lao động không có kinh nghiệm về khảo cổ học được gửi đến để làm đẹp cảnh quan khu đất. Vào năm 1958, sau khi chủ nghĩa Stalin kết thúc tại Ba Lan, hội đồng tỉnh Warsaw tuyên bố Treblinka là một địa danh dành cho những người tử vì đạo. Trong vòng bốn năm tiếp theo, chính quyền đã mua lại 127 hecta đất là một phần của khu trại khi xưa từ 192 nông dân ở các ngôi làng Prostyń, Grądy, Wólka Okrąglik và Nowa Maliszewa.

### Công trình đài tưởng niệm
Công trình đài tưởng niệm cao 8 mét (26 ft) được thiết kế bởi nhà điêu khắc Franciszek Duszeńko khởi công vào ngày 21 tháng 4 năm 1958 với việc đặt những viên đá nền móng tại vị trí những phòng hơi ngạt khi xưa. Tác phẩm điêu khắc đại diện cho xu hướng theo hình mẫu những người đi tiên phong được giới thiệu trong thập niên 1960 trên khắp châu Âu, với một tháp đá granite bị nứt dọc ở giữa và phần mũ là khối đá được chạm khắc những phù điêu trừu tượng và những biểu tượng của người Do Thái. Treblinka được tuyên bố là một khu tưởng niệm quốc gia cho những người tử vì đạo vào ngày 10 tháng 5 năm 1964 trong một buổi lễ không chính thức với 30.000 người tham dự. Công trình kỷ niệm được khánh thành với sự hiện diện của những người sống sót trong cuộc nổi dậy đến từ Israel, Pháp, Tiệp Khắc và Ba Lan. Nhà trông coi của trại (xây gần đó vào năm 1960) được chuyển thành một không gian triển lãm sau khi chủ nghĩa cộng sản sụp đổ tại Ba Lan vào năm 1989 và với việc người giám hộ nghỉ hưu; không gian này mở cửa vào năm 2006. Sau này nó đã được mở rộng và trở thành một chi nhánh của Bảo tàng Vùng Siedlce.

## Số nạn nhân

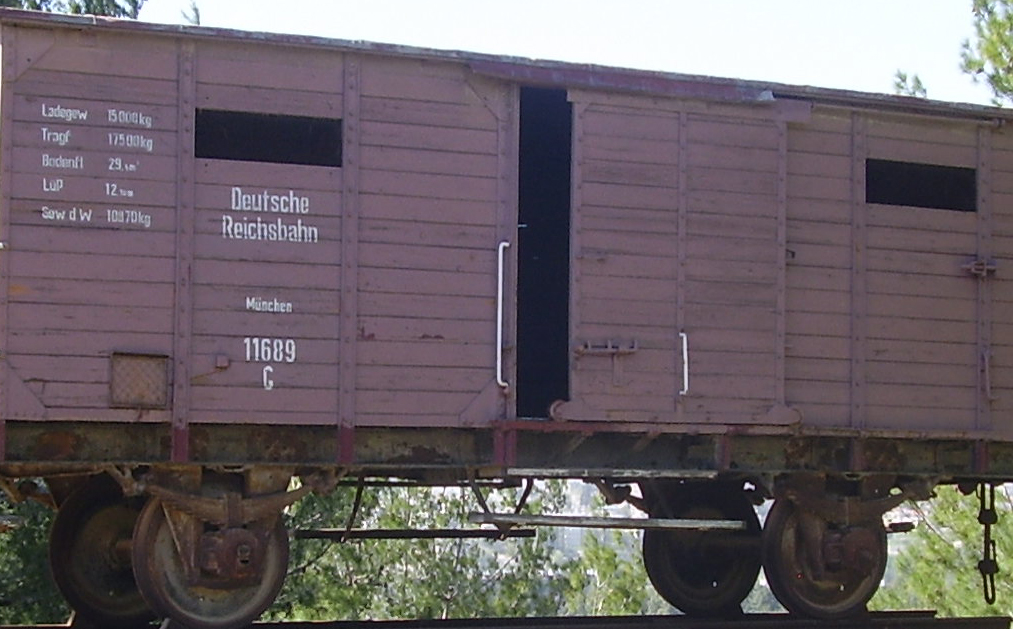
Mỗi toa tàu Holocauts "Güterwagen" mang theo trung bình khoảng 100 nạn nhân.

Có rất nhiều giá trị ước tính về tổng số người thiệt mạng tại Treblinka, hầu hết các học giả ước lượng con số này dao động từ 700.000 đến 900.000, điều này chỉ ra rằng số người Do Thái bỏ mạng trại Treblinka là nhiều hơn bất kỳ trại hủy diệt nào khác ngoại trừ Auschwitz. Bảo tàng Treblinka tại Ba Lan tuyên bố rằng có ít nhất 800.000 người đã chết tại Treblinka; Bảo tàng Holocaust của Israel Yad Vashem nhận định con số này là 870.000 người; và Bảo tàng Tưởng niệm Holocaust Hoa Kỳ cho rằng số người chết là từ 870.000 đến 925.000.

### Những ước tính đầu tiên
Ước tính đầu tiên về số người thiệt mạng tại Treblinka là của Vasily Grossman, một nhà báo chiến tranh Liên Xô đến Treblinka vào tháng 7 năm 1944 khi quân đội nước này hành quân về phía Tây qua lãnh thổ Ba Lan. Ông đã cho xuất bản một bài viết có tựa "Địa ngục có tên Treblinka" phát hành trên tạp chí văn học hàng tháng Znayma của Nga vào tháng 11 năm 1944. Trong bài viết ông khẳng định có 3 triệu người đã bị giết ở Treblinka. Có thể Grossman đã không nhận thức được rằng sân ga ngắn tại Treblinka II là yếu tố quan trọng làm giảm số lượng toa tàu có thể được dỡ "hàng" tại cùng một thời điểm, và có thể ông đã gia nhập vào xu hướng phóng đại tội ác Đức Quốc xã của Liên Xô vì mục đích tuyên truyền. Vào năm 1947 nhà sử học Ba Lan Zdzisław Łukaszkiewicz ước tính số người chết là 780.000, dựa theo hồ sơ được chấp nhận với 156 chuyến tàu và mỗi chuyến mang theo trung bình 5.000 tù nhân.

### Những phiên tòa và lời khai

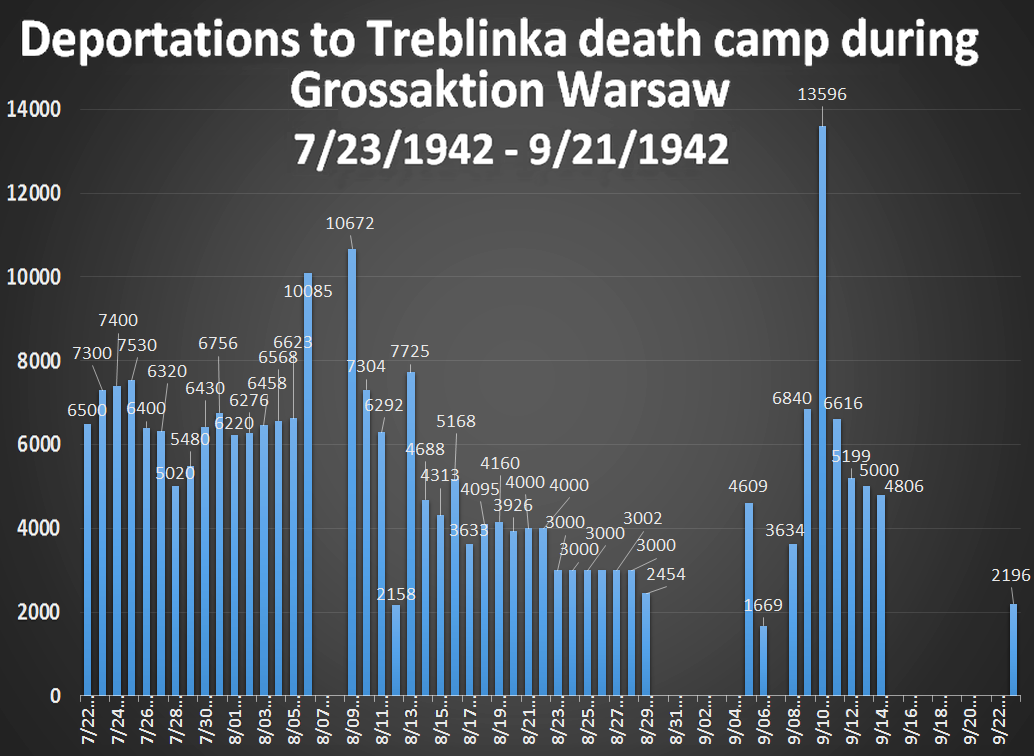
Biểu đồ thể hiện số nạn nhân bị trục xuất đến Treblinka mỗi ngày trong chiến dịch Grossaktion Warsaw, từ ngày 23 tháng 7 đến ngày 21 tháng 9 năm 1942

Các phiên tòa xét xử tội ác ở Treblinka trong thập niên 1960 diễn ra tại Düsseldorf đã dẫn đến hai giá trị ước tính chính thức của phía Tây Đức. Trong phiên tòa xử Kurt Franz vào năm 1965, Tòa đại hình ở Düsseldorf kết luận có ít nhất 700.000 người đã bị giết tại Treblinka sau một báo cáo của Tiến sĩ Helmut Krausnick, giám đốc Viện Lịch sử Đương đại ở Munich. Còn trong phiên tòa xử Franz Stangl vào năm 1969 Tòa đại hình đánh giá lại con số này là ít nhất 900.000 người nhờ bằng chứng mới của Tiến sĩ Wolfgang Scheffler.
Một nhân chứng quan trọng theo đuổi những phiên tòa ở Düsseldorf vào những năm 1965, 1966, 1968 và 1970 là Franciszek Ząbecki, người từng làm việc trong ngành Đường sắt Đế chế Đức Deutsche Reichsbahn với vai trò là người điều khiển giao thông đường sắt tại ngôi làng Treblinka từ ngày 22 tháng 5 năm 1941. Vào năm 1977 Ząbecki xuất bản cuốn sách của mình là Old and New Memories, trong đó ông sử dụng những dữ liệu của riêng mình để ước tính rằng có ít nhất 1.200.000 người đã chết tại Treblinka. Ước tính này của ông dựa trên năng lực vận chuyển tối đa của một đoàn tàu trong chiến dịch Grossaktion Warsaw năm 1942 chứ không phải là giá trị trung bình hàng năm. Những phiếu vận chuyển gốc của Đức mà ông sở hữu đã không liệt kê số lượng tù nhân. Ząbecki, một thành viên người Ba Lan của đội ngũ nhân viên đường sắt trước chiến tranh, là một trong vài nhân chứng không phải người Đức đã chứng kiến hầu hết các chuyến tàu đi vào trại; ông có mặt tại nhà ga Treblinka khi chuyến tàu Holocaust đầu tiên khởi hành đến từ Warsaw. Ząbecki là một thành viên của lực lượng kháng chiến Armia Krajowa và ông đã lưu giữ một cuốn sổ sách hàng ngày về những chuyến tàu tử thần. Ông cũng là người bí mật chụp bức ảnh quy mô đám cháy ở Treblinka II trong cuộc nổi dậy vào tháng 8 năm 1943. Ząbecki đã chứng kiến 5 toa tàu chở hàng hóa được bọc kín vận chuyển những Sonderkommando đến các phòng hơi ngạt ở Sobibór vào ngày 20 tháng 10 năm 1943. Vào năm 2013, con trai ông là Piotr Ząbecki đã viết một bài về cha mình trong đó số nạn nhân được chỉnh sửa thành 1.297.000. Những ghi chép hàng ngày của Ząbecki về các chuyến tàu đến trại, và hồ sơ nhân khẩu về số người bị trục xuất từ các khu Do Thái đến Treblinka là hai nguồn tư liệu chính để ước tính tổng số nạn nhân thiệt mạng.
Trong cuốn sách xuất bản năm 1987 có tựa Belzec, Sobibor, Treblinka: The Operation Reinhard Death Camps, nhà sử học Israeli Yitzhak Arad tuyên bố có ít nhất 763.000 người đã bị hành quyết ở Treblinka trong giai đoạn từ tháng 7 năm 1942 đến tháng 4 năm 1943. Ngoài ra còn một số lượng đáng kể những ước tính khác; xem bảng (bên dưới).

### Bức điện Höfle
Một nguồn thông tin thêm trở nên có thể dùng được vào năm 2001. Bức điện Höfle là một đoạn tin nhắn mã hóa được phó chỉ huy của Chiến dịch Reinhard Hermann Höfle gủi đến Berlin vào ngày 31 tháng 12 năm 1942, trong đó liệt kê chi tiết số người Do Thái bị trục xuất đến các trại tử thần Reinhard cho đến thời điểm đó. Được phát hiện trong số các tài liệu đã giải mật ở Anh, bức điện cho thấy theo tính toán của Bộ Giao thông vận tải Đức có 713.555 người Do Thái đã được vận chuyển đến Treblinka trong năm 1942. Theo thông cáo Armia Krajowa, con số người chết có thể là lớn hơn. Trên cơ sở bức điện và bằng chứng không rõ ngày tháng của Đức thêm vào số người bị trục xuất năm 1943 là 67.308, nhà sử học Jacek Andrzej Młynarczyk tính toán có tổng cộng 780.863 người đã được Deutsche Reichsbahn vận chuyển đến Treblinka.

### Bảng tổng hợp những ước tính
| Ước tính            | Nguồn                      | Ghi chú | Năm  | Tác phẩm[7]                      |
| ------------------- | -------------------------- | --- | ---- | -------------------------------- |
| Ít nhất 700.000     | Dr. Helmut Krausnick       | Ước tính đầu tiên của Tây Đức, được sử dụng trong phiên tòa xử Kurt Franz | 1965 | [194]                            |
| Ít nhất 700.000     | Adalbert Rückerl           | Giám đốc Cục Trung tâm Điều tra về Tội ác Đức Quốc xã tại Ludwigsburg[195] | N/A  |                                  |
| Ít nhất 700.000     | Joseph Billig              | Nhà sử học người Pháp | 1973 |                                  |
| 700.000-800.000     | Czesław Madajczyk          | Nhà sử học người Ba Lan | 1970 |                                  |
| 700.000-900.000     | Robin O’Neil               | Từ tác phẩm Belzec: Stepping Stone to Genocide; Hitler’s answer to the Jewish Question, xuất bản bởi JewishGen Yizkor Books Project                                              | 2008 | [194]                            |
| 713.555             | Bức điện Höfle             | Khám phá ra vào năm 2001; ước tính chính thức của Đức Quốc xã cho đến thời điểm kết thúc năm 1942                                                                                | 1942 | [191]                            |
| Ít nhất 750.000     | Michael Berenbaum          | Từ mục về Treblinka của ông trong bách khoa toàn thư | 2012 | Encyclopædia Britannica[9]       |
| Ít nhất 750.000     | Raul Hilberg               | Nhà sử học Holocaust người Mỹ | 1985 | The Destruction of European Jews |
| 780.000             | Zdzisław Łukaszkiewicz     | Nhà sử học Ba Lan ước tính tổng số nạn nhân thiệt mạng dựa vào 156 chuyến tàu với mỗi chuyến mang theo 5.000 tù nhân, công bố trong chuyên khảo Obóz zagłady w Treblince của ông | 1947 |                                  |
| 780.863             | Jacek Andrzej Młynarczyk   | Trích dẫn bởi Timothy Snyder; kết hợp bức điện Hölfe với bằng chứng không rõ ngày tháng của Đức từ năm 1943                                                                      | 2004 | [196]                            |
| Ít nhất 800.000     | Bảo tàng trại Treblinka    | Sử dụng bằng chứng của Franciszek Ząbecki và bằng chứng từ các khu Do Thái | N/A  |                                  |
| 850.000             | Yitzhak Arad               | Nhà sử học người Israel ước tính 763.000 người chết chỉ trong giai đoạn tháng 7 năm 1942 đến tháng 4 năm 1943[190]                                                               | 1983 | Treblinka, Hell and Revolt[197]  |
| Ít nhất 850.000     | Martin Gilbert             | Nhà sử học người Anh | 1993 |                                  |
| 870.000             | Yad Vashem                 | Bảo tàng Diệt chủng Israel | N/A  | [198]                            |
| 870.000 đến 925.000 | Bảo tàng Holocaust Hoa Kỳ  | Từ bài viết "Treblinka: Chronology"; loại trừ những nạn nhân thiệt mạng ở Treblinka I                                                                                            | N/A  | [47]                             |
| 876.000             | Simon Wiesenthal Center    | 738.000 Do Thái đến từ General Government; 107.000 từ Bialystok; 29.000 từ những nơi khác ở châu Âu; và 2.000 người Di-gan                                                       | N/A  | [199]                            |
| Ít nhất 900.000     | Tiến sĩ Wolfgang Scheffler | Ước tính thứ hai của Tây Đức, được sử dụng trong phiên tòa xử Franz Stangl | 1970 |                                  |
| 912.000             | Manfred Burba              | Nhà sử học người Đức | 2000 |                                  |
| Ít nhất 1.200.000   | Franciszek Ząbecki         | Nhân chứng Ba Lan | 1977 | Old and New Memories             |
| 1.297.000           | Piotr Ząbecki              | Ước tính của Franciszek Ząbecki được con trai ông, Piotr, chỉnh lại | 2013 | "He was a humble man"[189]       |
| 1.582.000           | Ryszard Czarkowski         | Nhà sử học Ba Lan | 1989 |                                  |
| 3.000.000           | Vasily Grossman            | Nhà báo Liên Xô | 1946 | The Hell of Treblinka            |
- Thông tin trong những hàng có cột cuối cùng trống lấy từ Dam im imię na wieki, trang 114.[7]

## Các phiên tòa

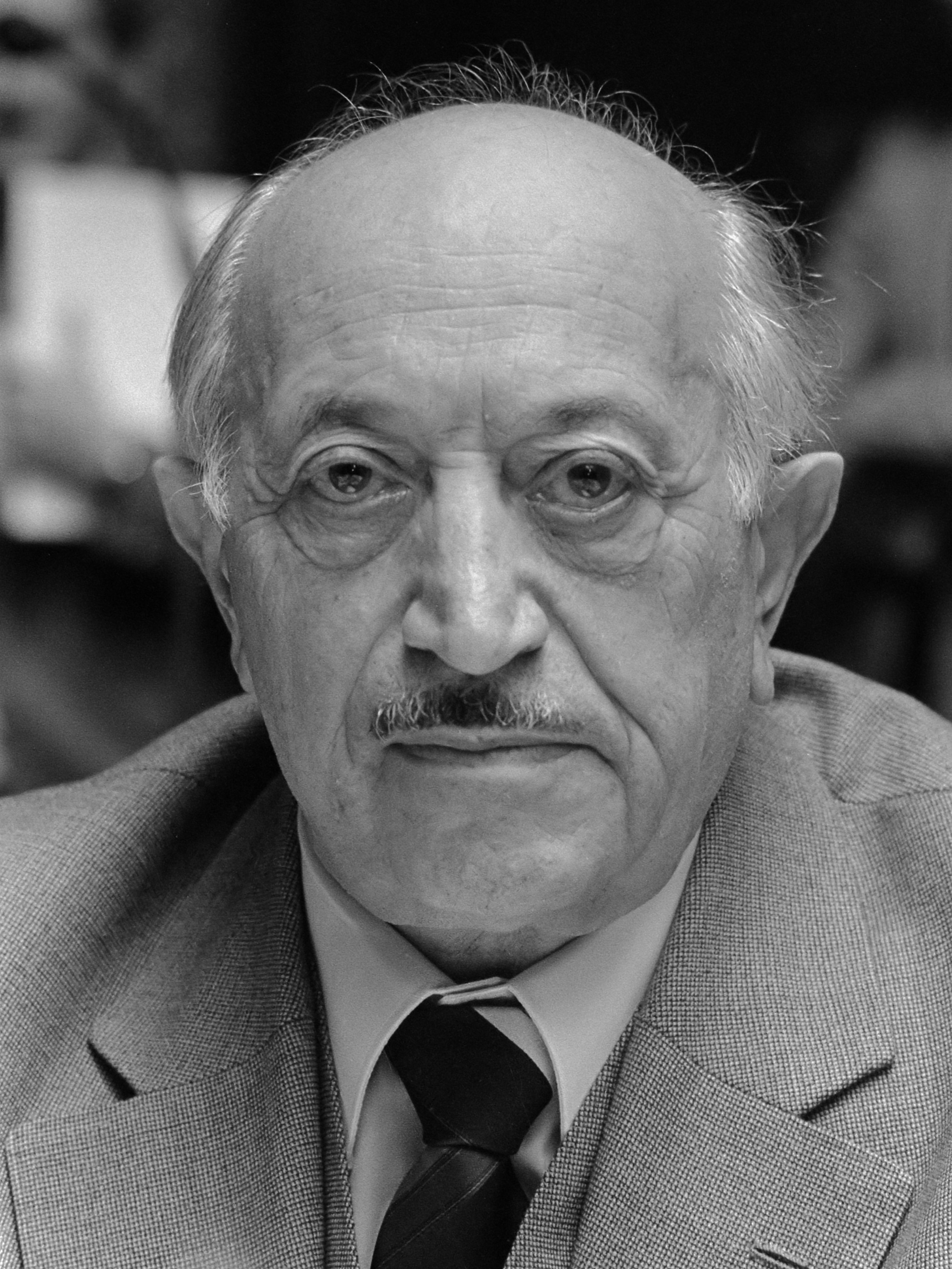
Thợ săn Đức Quốc xã nổi tiếng Simon Wiesenthal là người thực hiện việc săn lùng Franz Stangl ở Brazil, ảnh chụp năm 1982.

Phiên tòa chính thức đầu tiên xét xử những tội ác chiến tranh ở Treblinka được tổ chức tại Düsseldorf từ ngày 12 tháng 10 năm 1964 đến 24 tháng 12 năm 1965. Trước đó vào năm 1951 cũng đã có một phiên tòa xử SS-Scharführer (Tổ trưởng) Josef Hirtreiter diễn ra do những cáo buộc tội ác chiến tranh không liên quan đến sự phục vụ của ông ở trại. Phiên tòa đã bị trì hoãn do Mỹ và Liên Xô không còn hứng thú truy tố các tội ác chiến tranh của Đức Quốc xã bởi sự khởi đầu mạnh mẽ của Chiến tranh Lạnh. Nhiều trong tổng số hơn 90.000 tội phạm chiến tranh Đức Quốc xã được ghi chép trong các hồ sơ của Đức đã nắm giữ các vị trí nổi bật dưới quyền Thủ tướng Tây Đức Konrad Adenauer. Trong các năm 1964 và 1965 mười một cựu nhân viên SS của các trại đã được Tây Đức đem ra xét xử, trong đó có chỉ huy Kurt Franz. Ông bị kết án tù chung thân cùng với Artur Matthes (Totenlager), Willi Mentz và August Miete (cả hai đều từng làm tại Lazaret). Gustav Münzberger (phòng hơi ngạt) nhận án tù 12 năm, Franz Suchomel (vàng và tiền) 7 năm, Otto Stadie (điều hành) 6 năm, Erwin Lambert (phòng hơi ngạt) 4 năm, và Albert Rum (Totenlager) 3 năm. Otto Horn (đội xác chết) được trắng án.
Chỉ huy thứ hai của Treblinka II, Franz Stangl, đã cùng vợ và con chạy trốn từ Áo sang Brazil vào năm 1951. Stangl tìm được một công việc tại một nhà máy Volkswagen ở São Paulo. Các nhà chức trách Áo biết đến vai trò của Stangl trong việc hành quyết hàng loạt người Do Thái nhưng họ đã không ban hành lệnh bắt giữ cho đến năm 1961. Stangl đã đăng ký dưới tên thật tại lãnh sự quán Áo ở Brazil. Mất thêm sáu năm trước khi thợ săn Quốc xã nổi tiếng Simon Wiesenthal phát hiện ra ông ta và châm ngòi lệnh bắt giữ. Sau khi bị dẫn độ từ Brazil về Tây Đức Stangl đã bị đem ra xét xử cho cái chết của khoảng 900.000 người. Ông thừa nhận tội ác nhưng biện luận: "Lương tâm của tôi là trong sạch. Tôi chỉ đơn giản là thực hiện nhiệm vụ của mình." Stangl bị kết tội vào ngày 22 tháng 10 năm 1970 và nhận án tù chung thân. Ông chết vì suy tim trong nhà giam ở Düsseldorf vào ngày 28 tháng 6 năm 1971.

### Lợi lộc vật chất
Việc lấy trộm tiền mặt và các vật có giá trị thu thập từ các nạn nhân bị hành quyết đã được các sĩ quan SS cấp cao tiến hành trên một quy mô rất lớn. Đó là một thực tế phổ biến ở khắp các chức vụ hàng đầu tại các trại tập trung; hai chỉ huy của trại tập trung Majdanek là Koch và Florstedt, đã bị lính SS xử tử vì cùng một tội danh vào tháng 4 năm 1945. Khi các sĩ quan cấp cao về nhà, họ đôi khi sẽ yêu cầu một đầu máy xe lửa riêng từ Klinzman và Emmerich tại nhà ga Treblinka để vận chuyển những "món quà tặng" riêng của họ đến Malkinia bằng một chuyến tàu. Tiếp theo, họ sẽ lái xe ra khỏi trại mà không có bất kỳ bằng chứng buộc tội nào trên người, rồi sau đó đến Malkinia để chuyển hàng hóa.
Tổng giá trị vật chất mà Đức Quốc xã thu thập được là không được biết đến ngoại từ giai đoạn từ 22 tháng 8 đến 21 tháng 9 năm 1942, khi đó có 243 toa tàu chở hàng gửi đi được khi nhận. Globocnik đã gửi một kiểm đếm bằng văn bản tới các sở chỉ huy chiến dịch Reinhard vào ngày 15 tháng 12 năm 1943, trong đó lợi kiếm được là 178.745.960,59 RM, bao gồm 2.909,68 kg vàng (6.415 lb), 18.733,69 kg bạc (41.300 lb), 1.514 kg bạch kim (platinum) (3.338 lb), và 249.771,50 đôla Mỹ, cùng với 13.458,62 carat kim cương, 114 kg ngọc trai (251 lb). Lượng vật chất mà Globocnik lấy trộm đã không được biết đến; Suchomel khẳng định tại tòa là đã từng lấp đầy một triệu Reichsmark vào trong một chiếc hộp cho ông ta.

## Nghiên cứu khảo cổ học
Cả những lãnh đạo tôn giáo Do Thái ở Ba Lan lẫn nhà cầm quyền đều không cho phép khai quật khảo cổ tại khu trại vì sự tôn trọng dành cho người chết. Sự phê chuẩn cho một nghiên cứu khảo cổ hạn chế được ban hành lần đầu tiên vào năm 2010 cho một nhóm người Anh đến từ Đại học Staffordshire sử dụng công nghệ không xâm lấn và viễn thám Lidar. Sức cản của đất tại khu vực được phân tích với rađa xâm nhập mặt đất. Các đặc điểm dường như là của những cấu trúc đã được tìm thấy, hai trong đó được cho là phần còn lại của các phòng hơi ngạt, và nghiên cứu đã được cho phép tiếp tục tiến hành.
Nhóm khảo cổ học thực hiện việc tìm kiếm đã khám phá ra ba hố chôn tập thể mới. Các hài cốt được chôn cất lại thể hiện sự tôn trọng với các nạn nhân. Trong những phát hiện của lần đào thứ hai có bao gồm các viên gạch nền vàng khắc biểu tượng ngôi sao có lỗ ở giữa tương tự như Ngôi sao của David, và nền móng tòa nhà với một bức tường. Ngôi sao nhanh chóng được xác định là logo của nhà máy chế tạo gạch lát sàn bằng gốm Ba Lan, thành lập bởi Jan Dziewulski và hai người anh em Józef và Władysław Lange (D✡L từ năm 1886), sau chiến tranh nó được quốc hữu hóa và đổi tên dưới chế độ cộng sản. Theo lời giải thích của nhà khảo cổ học tư pháp Caroline Sturdy Colls, bằng chứng mới là quan trọng vì các phòng hơi ngạt thứ hai được đặt trong một tòa nhà bằng gạch duy nhất ở trong trại, người sống sót Jankiel Wiernik nói rằng sàn của các phòng hơi ngạt (mà ông có tham gia xây dựng) được tạo nên bằng loại gạch nền tương tự. Những khám phá này đã trở thành đề tài của một bộ phim tài liệu 2014 thực hiện bởi kênh Smithsonian. Nhiều công việc pháp lý cũng đã được lên kế hoạch.

## Cuộc tuần hành của Người sống
Bảo tàng Treblinka đón nhận hầu hết số lượng khách tham quan mỗi ngày trong chương trình giáo dục thường niên Cuộc tuần hành của Người sống, chương trình này mang những người trẻ tuổi trên khắp thế giới đến Ba Lan để khám phá những gì còn sót lại của Holocaust. Mục đích chính của các du khách là cuộc tuần hành tại Auschwitz II-Birkenau sau khi đã tham quan Treblinka từ những ngày trước. Vào năm 2009, 300 học sinh, sinh viên Israel đã tham gia các buổi lễ do Eli Shaish đến từ Bộ giáo dục tổ chức. Tổng cộng có 4.000 học sinh, sinh viên quốc tế đến tham dự. Vào năm 2013 số lượng học sinh, sinh viên đến trước thời điểm lễ kỷ niệm Auschwitz diễn ra là 3.571. Trong năm 2014 có 1.500 học sinh sinh viên nước ngoài đến tham quan.

## Những lãnh đạo của Chiến dịch Reinhard và chỉ huy của trại Treblinka
Nếu muốn một danh sách toàn diện hơn, xem Danh sách các cá nhân chịu trách nhiệm về trại hủy diệt Treblinka.
| Tên                          | Cấp bậc | Nhiệm vụ và ghi chú                                                              | Trích dẫn       |
| ---------------------------- | --- | -------------------------------------------------------------------------------- | --------------- |
| Lãnh đạo Chiến dịch Reinhard | |                                                                                  |                 |
| Odilo Globocnik              | SS-Hauptsturmführer và SS-Polizeiführer tại thời điểm đó (Thủ lĩnh và Cảnh sát trưởng SS)                    | Người đứng đầu Chiến dịch Reinhard                                               | [138][221]      |
| Hermann Höfle                | SS-Hauptsturmführer (Thủ lĩnh)                                                                               | Điều phối viên của Chiến dịch Reinhard                                           | [222]           |
| Christian Wirth              | SS-Hauptsturmführer tại thời điểm đó (Thủ lĩnh)                                                              | Thanh tra viên của Chiến dịch Reinhard                                           | [223]           |
| Richard Thomalla             | SS-Obersturmführer tại thời điểm đó (Trung úy)                                                               | Đứng đầu việc thi công trại tử thần trong Chiến dịch Reinhard                    | [138][223]      |
| Erwin Lambert                | SS-Unterscharführer (Hạ sĩ)                                                                                  | Đứng đầu việc thi công phòng hơi ngạt trong Chiến dịch Reinhard (các phòng lớn)  | [207][224]      |
| Chỉ huy của Treblinka        | |                                                                                  |                 |
| Theodor van Eupen            | SS-Sturmbannführer (Thiếu tá), Chỉ huy của Treblinka I Arbeitslager, 15 tháng 11 năm 1941 – tháng 7 năm 1944 | Chỉ huy trại lao động cưỡng bức                                                  | [225]           |
| Irmfried Eberl               | SS-Obersturmführer (Trung úy), Chỉ huy của Treblinka II, 11 tháng 7 năm 1942 – 26 tháng 8 năm 1942           | Chuyển đến Berlin vì kém năng lực                                                | [138]           |
| Franz Stangl                 | SS-Obersturmführer (Trung úy), Chỉ huy thứ hai của Treblinka II, 1 tháng 9 năm 1942 – tháng 8 năm 1943       | Chuyến đến Treblinka từ trại hủy diệt Sobibor                                    | [138]           |
| Kurt Franz                   | SS-Untersturmführer (Thiếu úy), Chỉ huy cuối cùng của Treblinka II, tháng 8 – tháng 11 năm 1943              | Được thăng chức vào tháng 8 năm 1943 từ phó chỉ huy sau cuộc nổi dậy của tù nhân | [138][207]      |
| Phó chỉ huy                  | |                                                                                  |                 |
| Karl Pötzinger               | SS-Oberscharführer (Tổ trưởng), Phó chỉ huy của Treblinka II                                                 | Chỉ đạo việc hỏa thiêu                                                           | [1]             |
| Heinrich Matthes             | SS-Scharführer (Trung sĩ), Phó chỉ huy                                                                       | Chỉ huy khu vực hành quyết                                                       | [207][226][227] |